# Recouvrance (Brest)
Pour les articles homonymes, voir Recouvrance.
Recouvrance est le nom d'un quartier historique de Brest situé rive droite de la Penfeld, la rivière le long de laquelle Brest s'est construite, avec son arsenal militaire. Le nom Recouvrance vient du fait que dans la paroisse de Sainte-Catherine (l'ancien nom de Recouvrance), on honorait une statue de vierge, Notre-Dame de Recouvrance qui a donné son nom au quartier. Recouvrer la terre c'est retrouver la terre : on priait Notre-Dame de Recouvrance pour faire un bon retour à sa terre de départ.
C'est un quartier populaire, peuplé de marins et d'ouvriers, et historiquement bretonnant par opposition à Brest même (rive gauche), francophone. Les deux composantes historiques de Brest, Brest même et Recouvrance sont reliées par le pont de Recouvrance, remplaçant le pont National, détruit pendant la Seconde Guerre mondiale. Le tissu urbain de Recouvrance fut profondément remanié depuis la guerre, bien que le plan Mathon n’arasât pas la rive droite, comme ce fut le cas de la rive gauche, la Reconstruction lui fit perdre ses remparts et de très nombreuses bâtisses. Il subsiste néanmoins encore quelques témoignages importants du vieux Brest comme quelques rues anciennes, où Recouvrance a su garder son caractère « en pente » avec ses escaliers qui ont toujours fait partie de son identité.
Il est à noter qu'aujourd'hui Recouvrance fait partie du quartier administratif des Quatre-Moulins, du nom du faubourg de Recouvrance.
Les habitants de Recouvrance étaient surnommés les Yannicks par opposition aux Ti-Zefs, habitants de Brest même.
Recouvrance a donné son nom à la réplique d'une goélette du début du XIXe siècle, La Recouvrance.

## Géographie

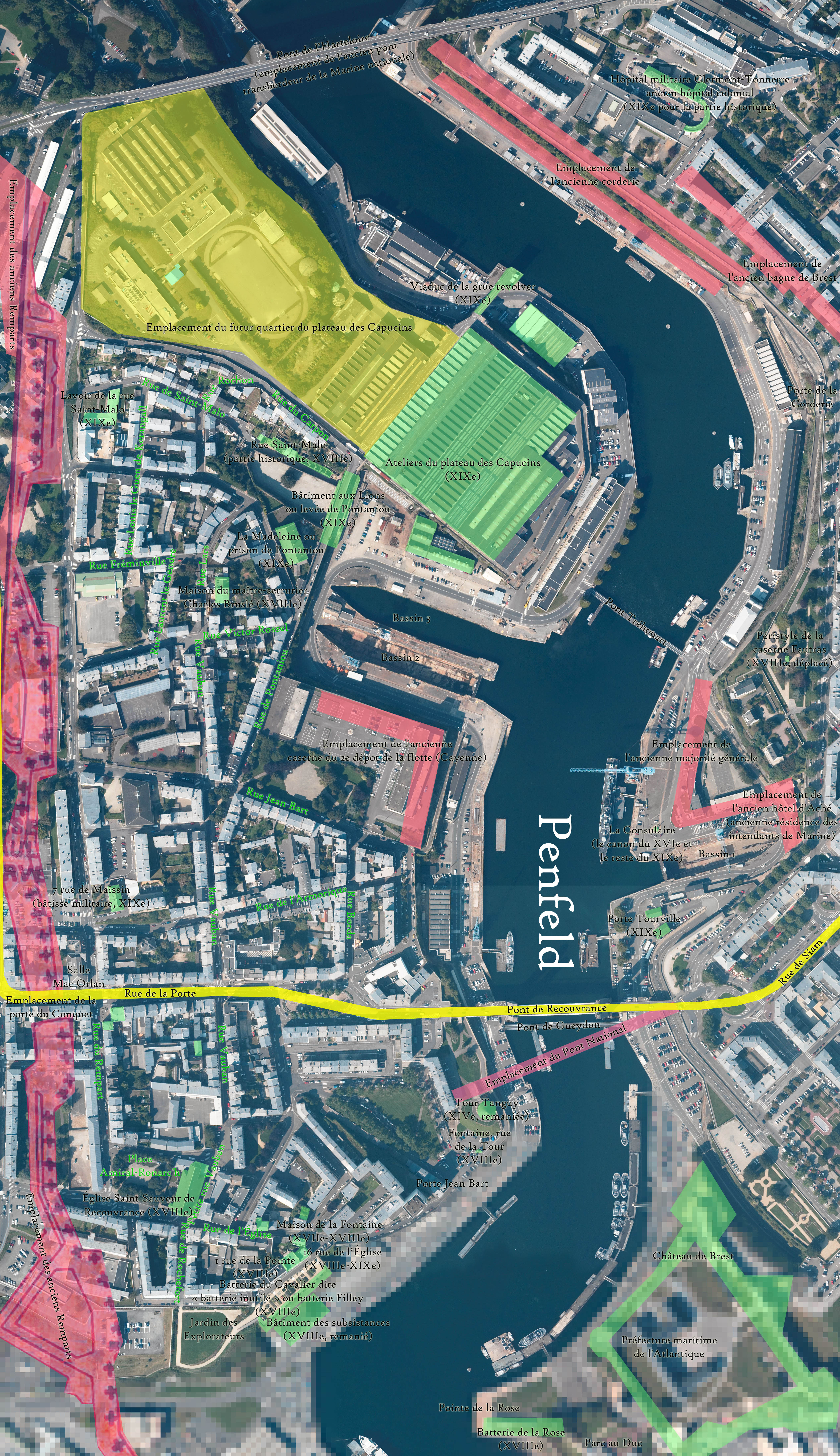
Recouvrance vue du ciel. Les rues en vert sont les rues anciennes de Recouvrance. En rouge les bâtiments détruits (fortifications et bâtiments militaires). En jaune le tracé du tram.

Recouvrance est implantée sur la rive droite de la ria de la Penfeld qui débouche dans la rade de Brest. Recouvrance occupe un plateau incliné dont le bord tombe à pic sur la Penfeld et dont l'altitude s'élève rapidement en s'éloignant de la rive. Ce plateau est entaillé par deux vallons, celui qui est emprunté par l'axe principal (actuels pont de Recouvrance, rue de la Porte, rue Anatole France, en direction de Saint-Pierre-Quilbignon, l'autre à hauteur de Pontaniou, empruntant le tracé de la rue Fréminville grosso modo. De part et d'autre de ces deux vallons s'étagent des rues au tracé parallèle à la Penfeld, reliées à l'un ou l'autre des deux vallons par des escaliers (la rue de la Fontaine par exemple) ou par des rues à forte pente : par exemple, l'axe principal partant du pont de Recouvrance est à 27,5 mètres à l'emplacement de l'ancienne porte du Conquet, à 35,3 mètres à hauteur de Prat-Lédan, 73 mètres aux Quatre-Moulins, 81 mètres au Petit-Paris, 91 mètres dans le bourg de Saint-Pierre-Quibignon.

## Histoire de Recouvrance

### Moyen Âge

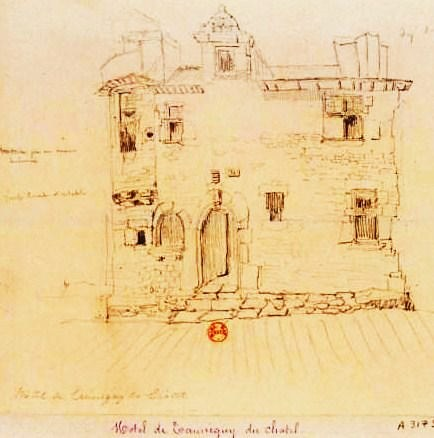
L'hôtel de Tanneguy du Châtel à Recouvrance (XIXe siècle, auteur inconnu)

Recouvrance s'est d'abord appelé Sainte-Catherine (à l'époque, un simple groupe de cabanes de pêcheurs ainsi dénommé car un seigneur du Chastel y avait érigé une petite chapelle sous le vocable de sainte Catherine). C'est en 1346 que Jean IV de Montfort fonde dans le village de Sainte-Catherine la chapelle Notre-Dame-de-Recouvrance, nommée ainsi car l'on y déposait de nombreux ex-votos pour prier en faveur du bon retour (de la recouvrance) des bateaux partant de Brest. Claudius Maria-Mayet écrit encore en 1859 : « Notre-Dame-de-Recouvrance […], petite chapelle où, autrefois, les capitaines de vaisseau allaient se recommander à Marie et entendre la messe, avant de s'embarquer ».
Recouvrance était le chef-lieu féodal de la région et jusqu'à 1681, probablement depuis la fin du XIIIe siècle, un fief de la famille du Chastel(Hervé du Chastel, dont l'existence est attestée par des actes en 1288 et 1294, l'aurait reçu en fief en remerciement de sa résistance lors d'un siège de Brest par les Anglais, probablement en 1296). « La Motte-Tanguy, sur laquelle s'élèvera plus tard la bastide de Quilbignon, marquait le siège de cette juridiction ». La tour Tanguy avait été construite pour asseoir le pouvoir de cette seigneurie, en face du château qui représentait le pouvoir ducal.

### Époque moderne

#### Un élément du système de défense brestois

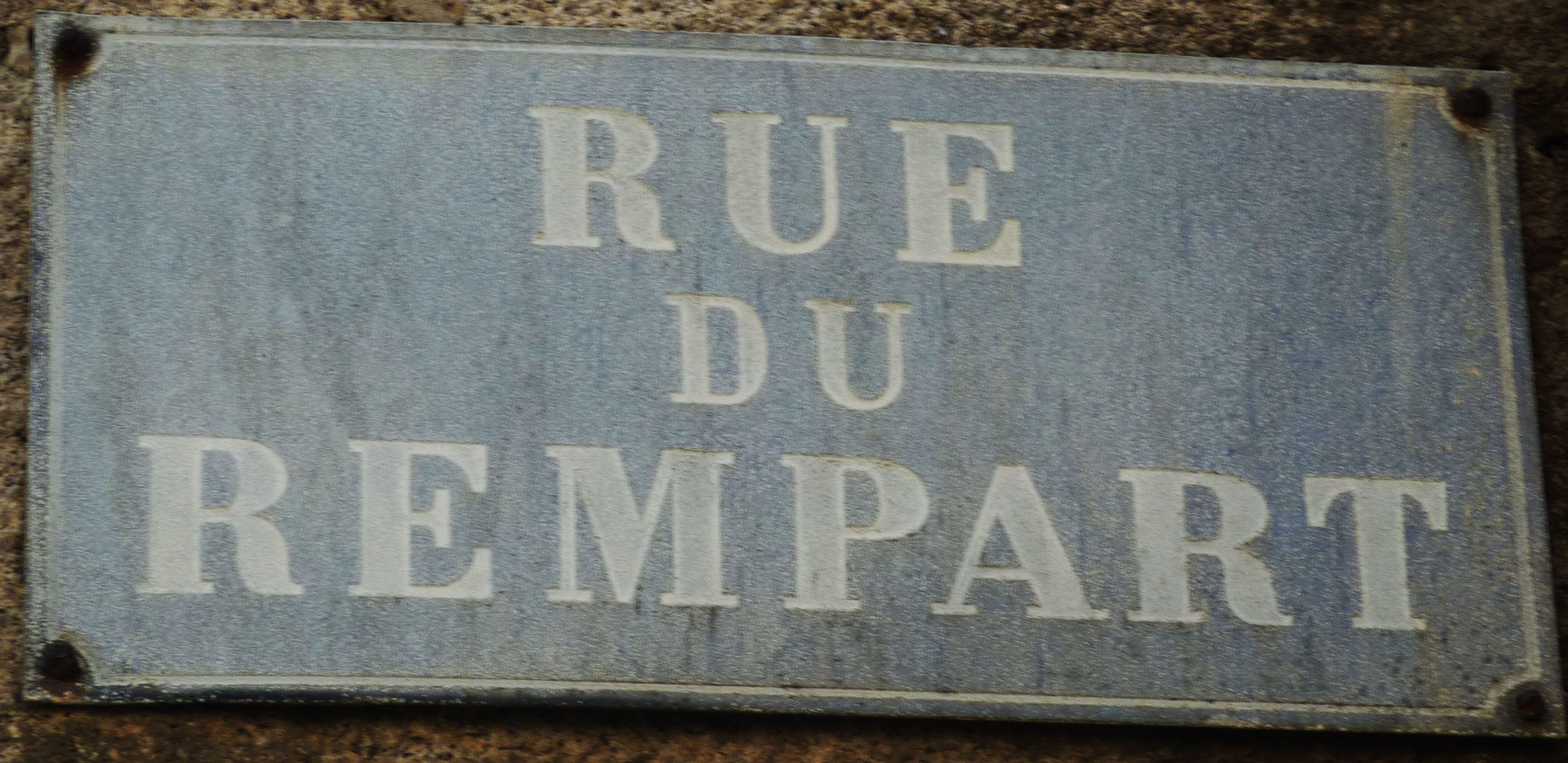
La rue du Rempart est une des rares traces des fortifications qui subsiste côté Recouvrance

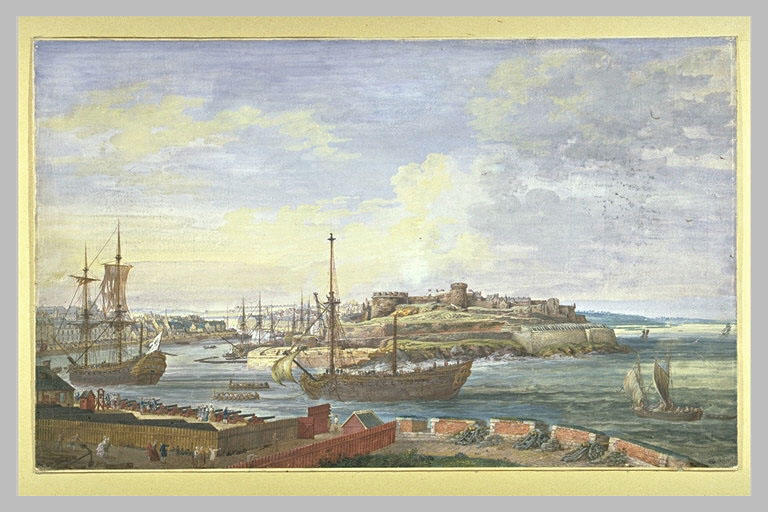
Batteries du port de Brest, au premier plan celles situées côté Recouvrance (tableau de Louis-Nicolas Van Blarenberghe)

Recouvrance est alors un des éléments du système de défense de Brest, fortifiée par Vauban en 1683 : en juin 1694, le Mercure Galant écrit :

« On a mis une nouvelle batterie de six mortiers dans l'enceinte de la Ville [Brest], qui battent la rade, outre les sept qui estoient déjà au lieu appelé Recouvrance, et deux au Château. On en a aussi mis deux dans le fossé de la Ville, trois à la pointe des Espagnols, deux sur l'Isle longue et deux autres au Portzic. Il y en avoit déjà dix en differens endroits, qui battent generalement toute la rade de Berteaume et de Camaret. »

Une description datée de 1792 fournit les précisions suivantes, parlant de la Penfeld :

« Ce canal […] est une espèce de bras de mer plus étroit que ne l'est la Seine à Paris. Son embouchure qui donne dans la rade commence aux pieds de la citadelle. Il s'enfonce en serpentant à l'intérieur des terres et a cela d'avantageux que, de son entrée même, il est impossible d'appercevoir, non-seulement aucun des vaisseaux qu'il renferme, mais encore aucun des bâtimens superbes et des magasins immenses qui le bordent : en sorte qu'en supposant, ce qui est physiquement impossible, que des vaisseaux ennemis pussent pénétrer jusqu'à son entrée, ils n'appercevroient pas encore les objets importans qu'il seroit de leur intérêt de détruire.

Tous les soirs, au coup de canon de retraite, on tend d'une rive à l'autre une forte chaîne qui ferme l'entrée de ce canal : et de ce moment, il n'est plus possible à la plus petite chaloupe de pénétrer dans le port jusqu'au retour du jour, où un nouveau coup de canon annonce l'ouverture de cette chaîne que l'on a tendue la veille. L'entrée en est défendue du côté de Brest par la citadelle ou château […], et du côté de Recouvrance, par deux batteries formidables, dont l'inférieure est à la barbette. C'est là que sont placés les signaux d'où l'on répète ceux que l'on reçoit de l'entrée de la rade, autrement dite le Goulet, d'où l'on apperçoit tout ce qui se passe en pleine mer. »

#### L'incorporation à Brest

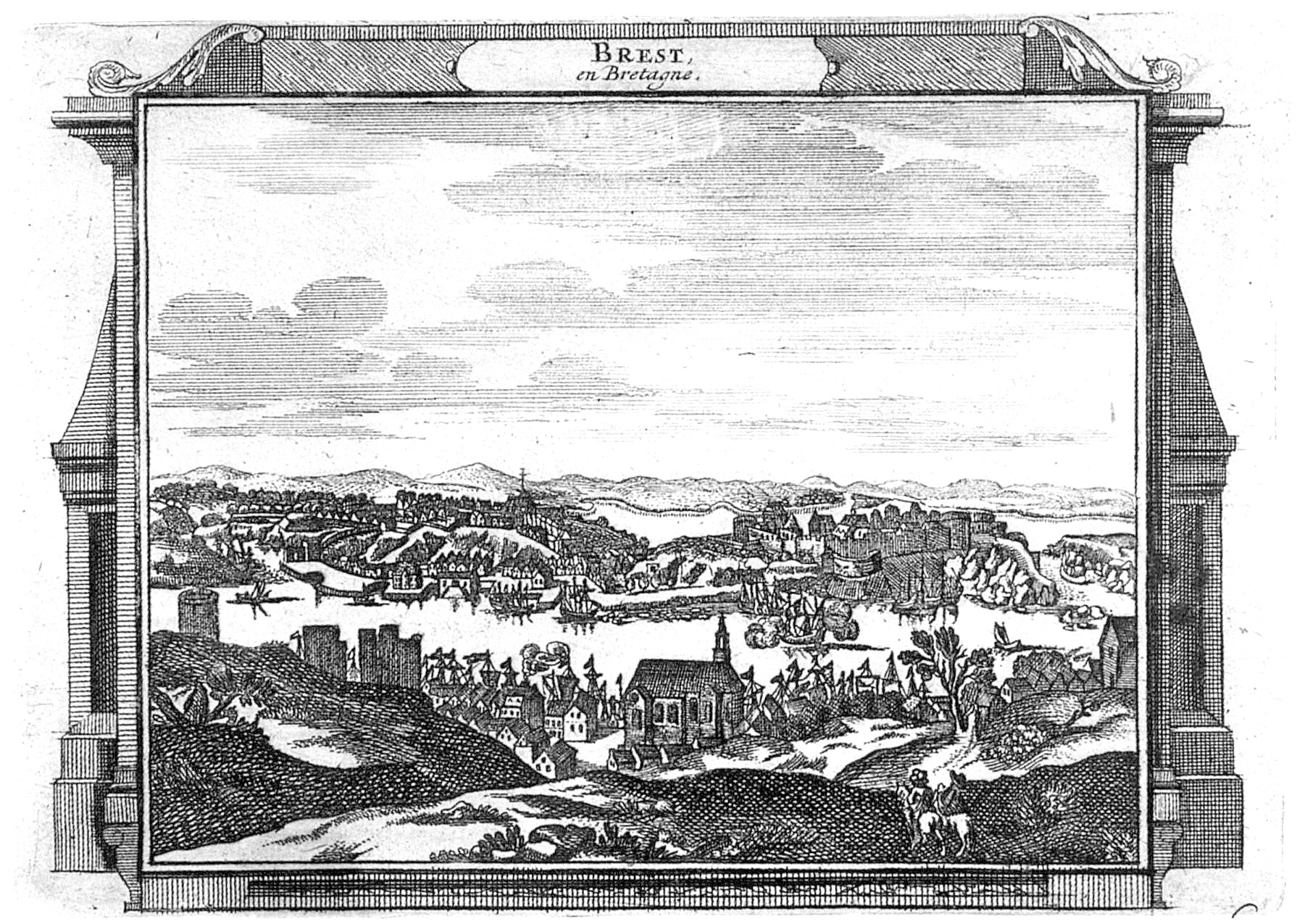
Recouvrance, la Penfeld et Brest (gravure de Der A. A. Van, XVIIe siècle, musée départemental breton, Quimper)

Selon Jean-Baptiste Ogée, vers 1600, Recouvrance était plus peuplé que Brest. En 1670 encore, Recouvrance avait une population un peu supérieure à celle de Brest. Par contre en 1771, un Mémoire adressé par la Communauté [de Brest] aux États de Bretagne parle de 12 500 habitants à Brest et 10 500 à Recouvrance et en 1789, selon les estimations de Maurice Bernard, de 14 400 et 12 600 respectivement. Recouvrance est alors comprimée par sa ceinture de remparts qui bloque son essor alors que Brest a encore à l'époque de la place disponible intra-muros. Ce n'est qu'après la guerre de 1870 que l'urbanisation déborda extra-muros dans les quartiers des Quatre-Moulins, puis de Kerbonne, en direction du bourg de Saint-Pierre-Quilbignon.
Louis XIV guidé par les rapports du chevalier de Clerville en 1667 et ceux de l'intendant Chertemps du Seuil en 1670 et 1675, l'incorpore en 1680 à Brest, par lettres patentes :

« Nous plaist qu'à l'avenir le bourg de Recouvrance, scitué devant Notre dite ville de Brest et sur le port soit uni à Notre dite ville, pour jouir par les habitans du dit bourg des mesmes privilèges, droits et prérogatives dont jouissent les habitants de la dite ville, et ne faire ensemble qu'un seul corps de communauté qui sera gouverné ainsi que les autres villes de Notre province de Bretagne, et composé d'un maire, deux eschevins, un procureur syndic et un greffier. »

De nombreux habitants de Recouvrance protestèrent contre l'incorporation de leur village à Brest, les contestations devinrent assez sérieuses pour que le 14 juillet 1682 le duc de Chaulnes, gouverneur de la province de Bretagne, prenne un arrêté interdisant les procédures judiciaires contre cette décision.

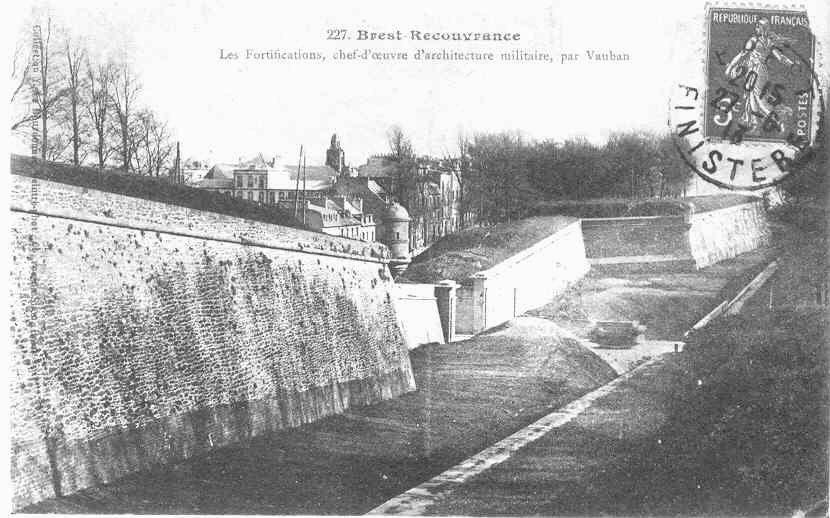
Vue de Recouvrance et de ses fortifications au niveau de la porte du Conquet (après son élargissement) tels qu'ils se présentaient jusqu'à la Seconde Guerre mondiale

Entre 1683 et 1689, Vauban fortifia les deux rives de Brest. Recouvrance sera désormais intra-muros jusqu'à la Reconstruction et dispose de l'une des deux portes d'entrée dans la ville, la porte du Conquet. Néanmoins, Recouvrance ne fait pas partie de Brest même et Jacques Cambry note en 1794 que « les habitans de Recouvrance étoient traités par les Brestois avec une rudesse, une supériorité qui tenoit du mépris ».
Cette attitude a longtemps perduré si l'on en croit Étienne de Jouy qui écrit en 1826 : « Les habitants de Douric et de Recouvrance, séparés seulement par une rivière […] [d]es Brestois [qui] les traitent avec une comique supériorité, que rien ne me parut autoriser ».
Maurice Bernard est du même avis, écrivant en évoquant la seconde moitié du XVIIIe siècle :

« On remarque entre Brest et Recouvrance, villes-sœurs également peuplées, unies par une même municipalité, mais souvent en désaccord, une profonde inégalité économique et sociale. Brest, plus riche, possède les plus gros contribuables, les négociants, les rentiers, les hommes de loi, les artisans aux métiers les plus relevés ; Recouvrance abrite une foule très dense d'ouvriers de l'arsenal, de matelots et d'humbles travailleurs. Cette inégalité sociale a pour corollaire l'inégalité politique : sur trois maires, deux sont pris à Brest, un seul à Recouvrance. »

Un témoignage datant de 1900, mais évoquant le Recouvrance d'avant la construction du Grand Pont illustre que Recouvrance est resté longtemps psychologiquement isolé du reste de Brest : « Les nouvelles de la ville arrivaient par le légendaire crieur de journaux et les relations avec Brest, proprement dit, étaient peu fréquentes. On peut dire que les trois quarts des habitants ne passaient pas la Penfeld trois fois par an ; bien des septuagénaires ne se rappelaient même pas l'avoir franchi trois fois dans leur vie… ». De nos jours encore, certains habitants de Brest même disent ne jamais aller sur la rive droite de la Penfeld et les Yannicks (surnom des habitants de Recouvrance) conservent un certain particularisme cultivé par exemple par la « fête des Yanniks », la fête du quartier, créée en 1894, mais remplacée en 2010 par la « fête des Remailleurs », les remailleurs étant les artisans repriseurs qui réparaient minutieusement les filets de pêche.

#### Les «mauvaises mœurs» à Recouvrance et la prison de Pontaniou

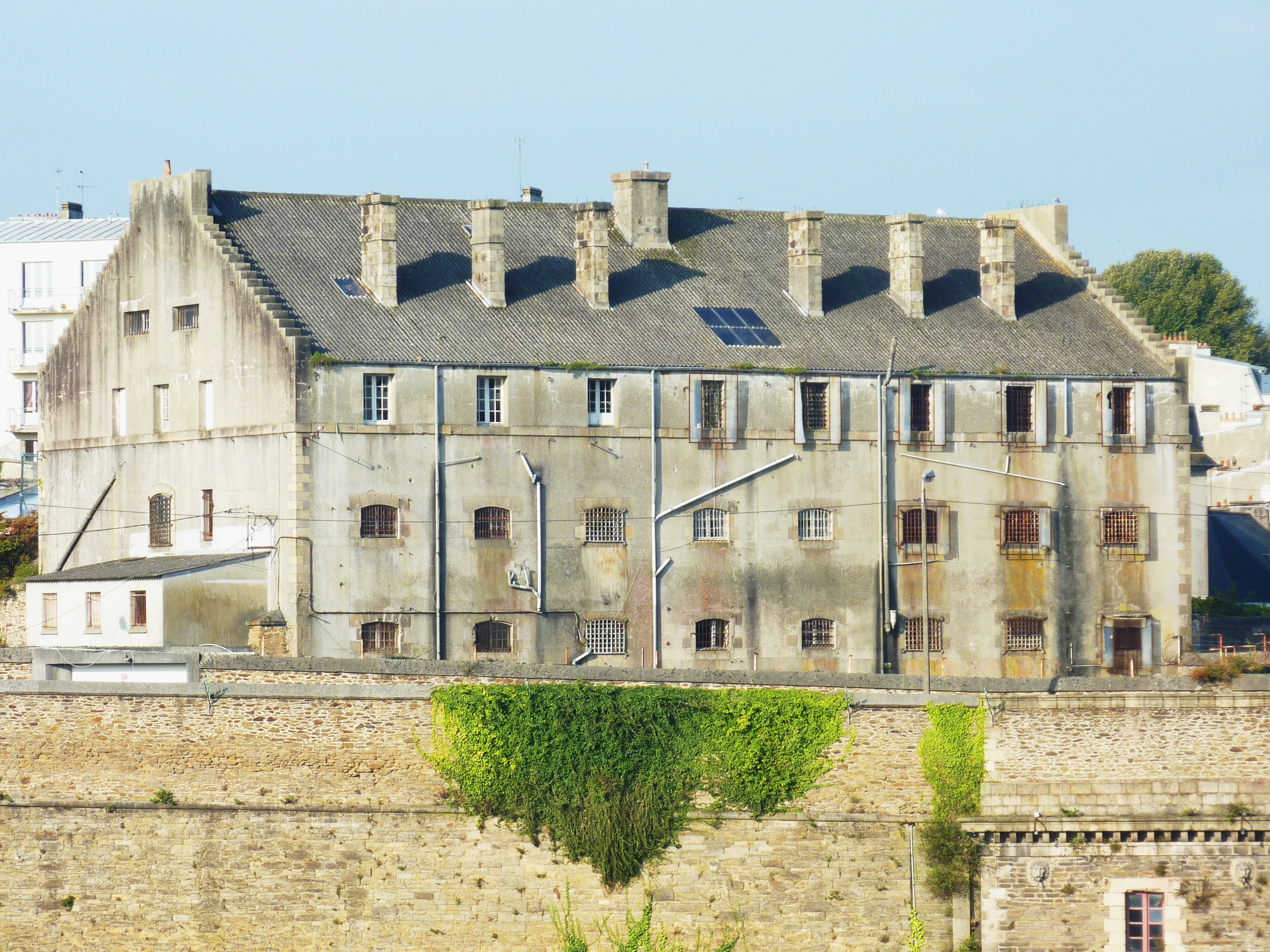
La prison de Pontaniou

Le 4 juillet 1688, une supplique est adressée par des habitants de Recouvrance à l'évêque du Léon, car ils se plaignent « de ce qu'il s'estoit trouvé dans ledit Recouvrance plusieurs prestres dont la vie déréglée avait causé dans le public un grand scandale et, en second lieu, de ce que le nombre de prestres de la dite chapelle étant fort grand, les habitans qui, pour la plupart, n'estoient que de pauvres artisans, avoient estés souvent surchargés et incommodés par la rétribution exorbitante qu'ils estoient obligés de donner à cette multitude de prestres pour les enterrements et autres services ».
La prostitution fleurissait, les filles de joie étant parfois enfermées au Refuge royal ou couvent de Pontaniou, un asile fondé dès 1667 par les Dames hospitalières de Saint-Thomas de Villeneuve, mais transformé en 1692 en maison de correction pour les « filles et femmes débauchées », au niveau de l'actuelle rue Saint-Malo, longée par le mur du terrain de la Madeleine.
L'établissement reçut aussi des filles huguenotes après la révocation de l'édit de Nantes) comme en témoigne le texte ci-après qui évoque l'année 1726 :

« L'établissement de Pontaniou, placé sous l'autorité de l'intendant de marine et sous la direction des Sœurs de Saint-Thomas-de-Villeneuve, n'avait pas donné les résultats avantageux qu'on en avait d'abord espéré. Malgré le régime sévère auquel ces malheureuses étaient assujetties, lorsqu'on leur rendait la liberté, elles ne tardaient pas, poussées par la misère ou par de mauvais instincts, à retomber dans les mêmes écarts. On continuait de les arrêter et de les détenir. Les recteurs de Brest et de Recouvrance avaient mission de signaler à l'autorité celles qui méritaient de nouveau ce châtiment. Le nombre des détenues variait de 20 à 40, la dépense s'élevait à 360 livres par quartier. On aurait voulu la réduire, mais il fallait pourvoir au traitement de celles atteintes de syphilis […]. Un nouveau refuge fut créé du côté du Carpon. […] On prescrivit d'en revenir à la justice expéditive en usage dans les places de guerre et de faire passer les prostituées par les verges. […] À celles en récidive, en premier lieu la peine de prison ; en second lieu la mise au carcan, au pilori, sur la place du marché, par l'exécuteur de haute justice ; en troisième lieu, de les condamner au fouet et à être marquées d'une fleur de lys, puis chassées de la ville. »

À la suite de l'incendie survenu en 1782, un nouveau bâtiment est construit entre 1805 et 1810 par l'architecte Jean-Nicolas Trouille qui écrit : « Les vœux de l'humanité vont être satisfaits. Les détenus ne seront plus entassés pêle-mêle sans distinction d'âge, d'états ou de délits, ils respireront un air pur et suffisant ». C'est alors uniquement une prison maritime destinée à « accueillir » les marins et ouvriers de l'arsenal condamnés, fonction qui subsista jusqu'à la Seconde guerre mondiale, après laquelle l'établissement devient une prison civile, devenue hélas surpeuplée, insalubre et totalement inadaptée à sa mission, mais qui resta en service jusqu'en 1990, date de l'ouverture de la prison de l'Ermitage.

#### La catastrophe de la traversée de la Penfeld

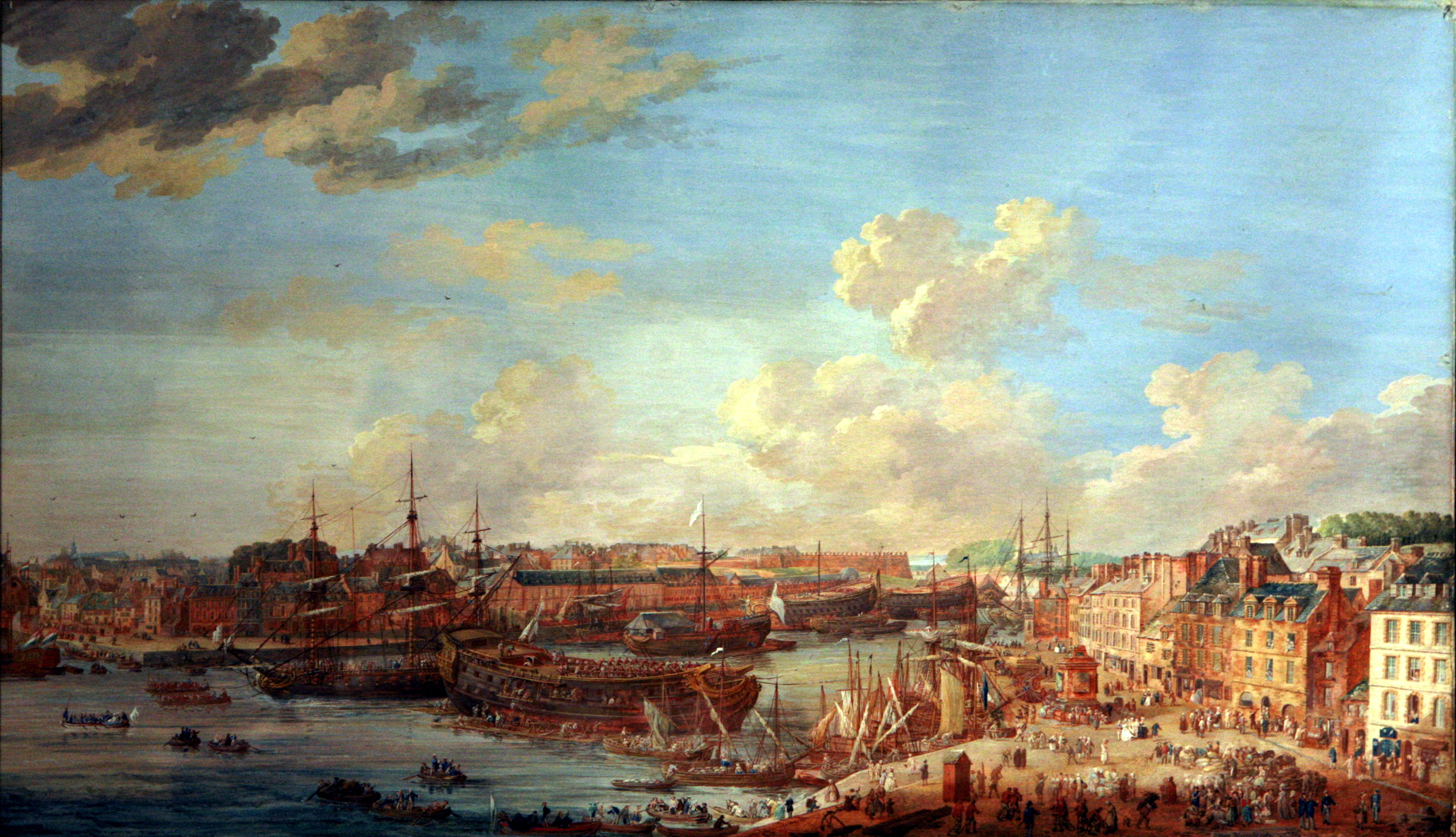
Le port en Penfeld, à droite le quai côté Recouvrance (tableau de Louis-Nicolas Van Blarenberghe, vue partielle)

L'obstacle de la ria de la Penfeld, où se trouve le port, rend la traversée difficile et parfois dangereuse, faute de pont :

« La communication entre les deux cités se faisait au moyen de bateaux en nombre plus ou moins suffisant pour assurer le passage des piétons, des bestiaux et des denrées. On payait un droit de passage : deux liards. Ce droit était minime, et cependant le mouvement de circulation était tel que ce droit avait fini par être affermé plus de 30 000 francs par an. Non seulement le service de batelage n'était pas sans inconvénients, il n'était pas sans danger par les jours de mauvais temps ; c'est ainsi qu'un jour que les habitants de Recouvrance, leur clergé en tête, se rendaient à Brest pour se trouver à la procession du vœu de Louis XIII à laquelle ils étaient tenus d'assister, soixante d'entre eux se noyèrent par suite tant du gros temps que de la négligence des bateliers et du mauvais état des bateaux. Les bateliers donnaient alors beaucoup de besogne à la police. Se jouant des règlements, ils se coalisaient, et pour réduire le nombre de leurs voyages, tout en les rendant plus fructueux, ils s'entendaient. […] Bien souvent la charge du bateau était triplée. »

En 1754, le passage fut réglementé et son prix « fixé à un denier par personne, avec ordre pour les passeurs de partir quand douze personnes seraient embarquées. Les gens pressés pouvaient payer les douze deniers nécessaires et se faire passer aussitôt. Les passeurs devaient disposer des planches pour faciliter l'embarquement. Ils percevaient quatre deniers par « bête à quatre pieds », six deniers par voiture, un denier par personne les accompagnant ».

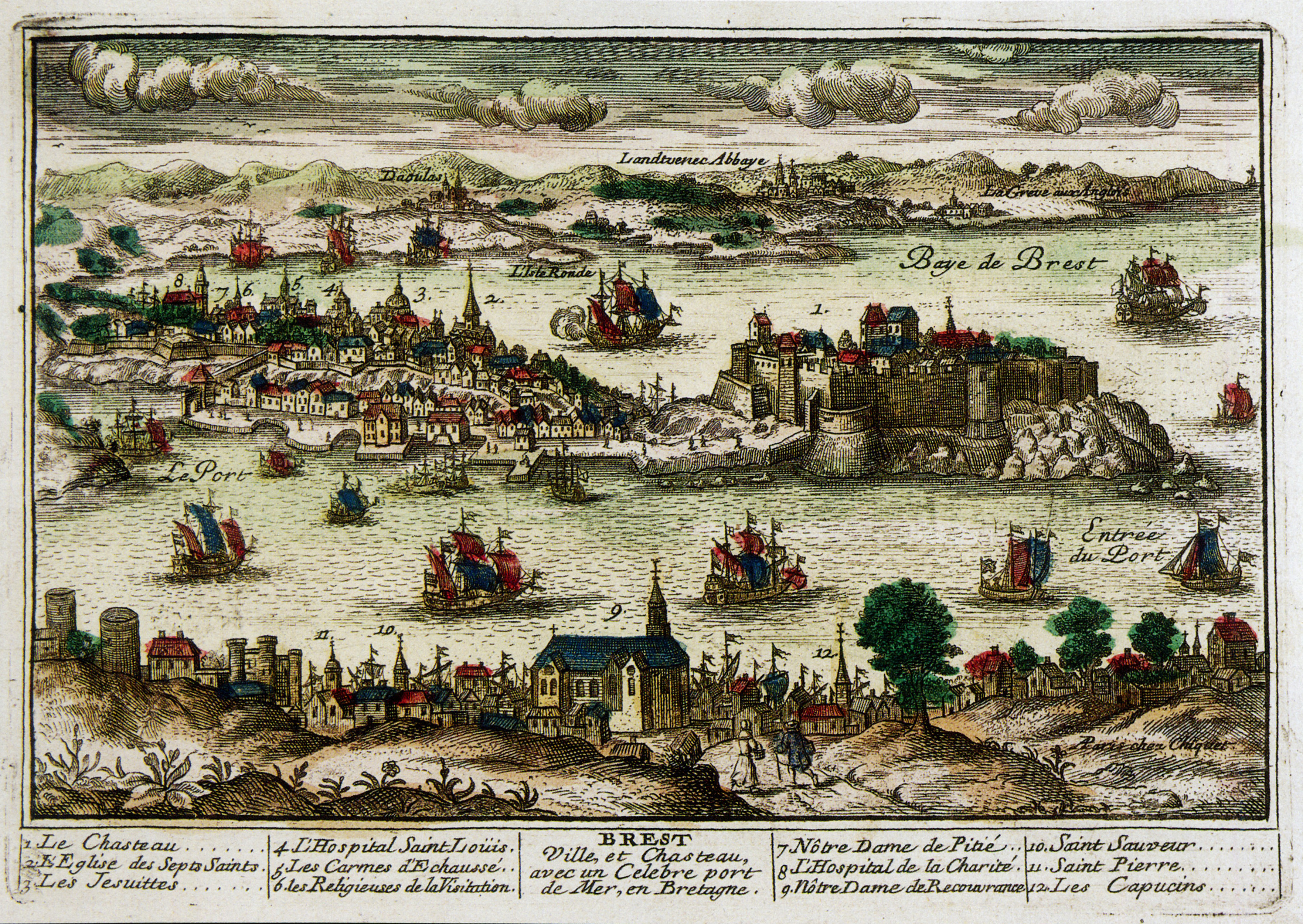
Vue cavalière de Brest au XVIIIe siècle, au premier plan Recouvrance et la chapelle Notre-Dame de Recouvrance (auteur inconnu)

#### Des espions à Recouvrance
En mars 1707, un espion, Jouslain, chamoiseur de profession, est arrêté, ainsi que sa femme (dénoncés par un autre espion précédemment arrêté, Marquis), dans sa maison de Laninon (connue depuis sous le nom de « Maison de l'espion »), d'où il observait les mouvements de bateaux de la rade et du port et en donnait connaissance à des huguenots français contraints à l'exil en Hollande par la révocation de l'édit de Nantes. Emprisonnés à Pontaniou, le 25 mai 1707, Marquis et Jouslain sont condamnés à être pendus après avoir été soumis « à la question ordinaire et extraordinaire et faire amende honorable, la tête et les pieds nus, en chemise, une torche à la main, avec deux écriteaux portant les mots « traître » et « espion », l'un sur la poitrine, l'autre sur le dos, devant la porte principale de l'église Saint-Louis ». Après avoir subi à six reprises, entre 11 heures du matin et six heures du soir, les tortures par le feu de la question, ils furent pendus sur la place du Vieux Marché.

#### L'épidémie de typhus de 1757 et le problème de l'eau
Le retour à Brest depuis la Nouvelle-France le 23 novembre 1757 de l'escadre commandée par Dubois de La Motte avec environ 5 000 hommes malades du typhus (épidémie qui se répandit d'ailleurs dans tout le Léon), oblige à accueillir les victimes dans des casernes servant d'hôpital provisoire situées pour partie à Recouvrance et même dans les églises des couvents des Carmes et des Capucins. C'est le quartier de Recouvrance qui est le plus atteint par la maladie.
La situation sanitaire était aggravée par l'absence de maîtrise de l'eau. Par exemple une description de 1777 précise que les eaux qui descendent la rue de la Porte (rue en forte pente) charrient des sables et des boues formant « des amas si considérables que les eaux se répandent dans beaucoup de maisons des rues Neuve et de la Fontaine […]. La pompe de la rue de la Porte se trouve encombrée de boue et vase au point de ne la pouvoir pratiquer ». Le lavoir situé rue de la Voûte est à reconstruire pour que « le peuple n'aille laver aux fontaines de la ville ». Enfin le long de la rue de la Porte, sur le pavé de la ville, se sont élevées des baraques en bois qui gênent la circulation et présentent un grand danger d'incendie. Un cloaque existe depuis 1685, mais il se déverse en Penfeld, près de la chapelle de Notre-Dame-de-Recouvrance. Gustave Flaubert note encore en 1886 dans Par les champs et par les grèves, parlant de la rue de la Porte : « On gravit une grande rue droite dont le milieu est occupé par une file d'échoppes de brocanteurs et de marchands de ferraille ».
C'est alors que, sous l'impulsion d'un fontainier qui vient d'être recruté par la ville de Brest, l'on décide enfin de construire une nouvelle fontaine à Recouvrance, qui fut mise en adjudication en 1759. C'est aussi à la même époque que l'on décide la démolition de l'ancien cimetière situé rue Notre-Dame à Recouvrance, mais ce n'est qu'en 1779 que l'emplacement d'un nouveau cimetière pour la paroisse Saint-Sauveur est enfin choisi et situé après maintes polémiques « hors les murs ».
Il fallut attendre 1835 pour qu'un réseau d'adduction d'eau potable commençât à être mis en service, à partir des sources de Trémillian et de Saint-Perronnelle ; des captages supplémentaires à partir des sources de Coat-Tan et de la Fontaine-Margot étant mis en service entre 1880 et 1884 ; la Marine avait son propre service d'approvisionnement en eau.

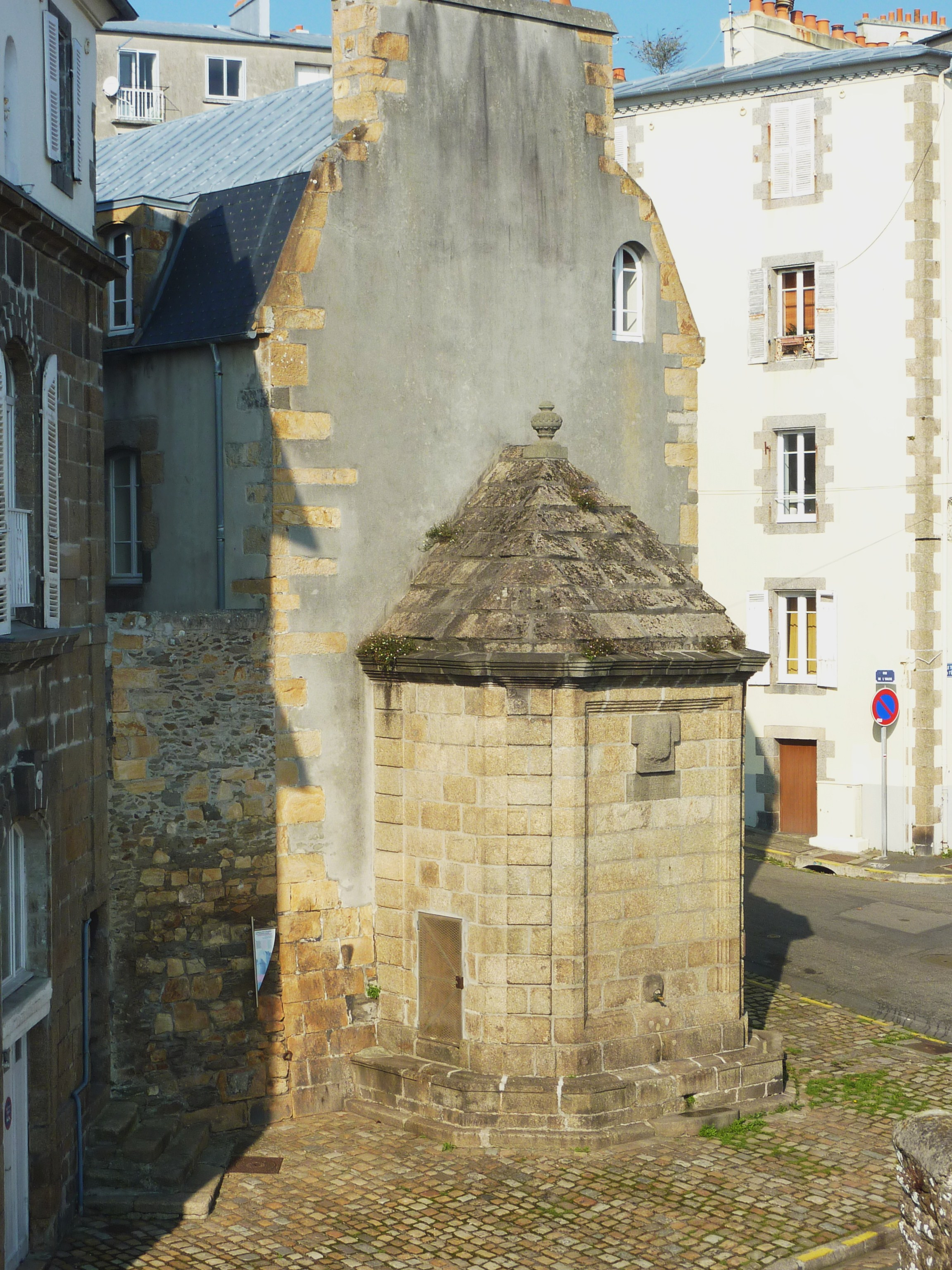
La maison de la Fontaine et la fontaine
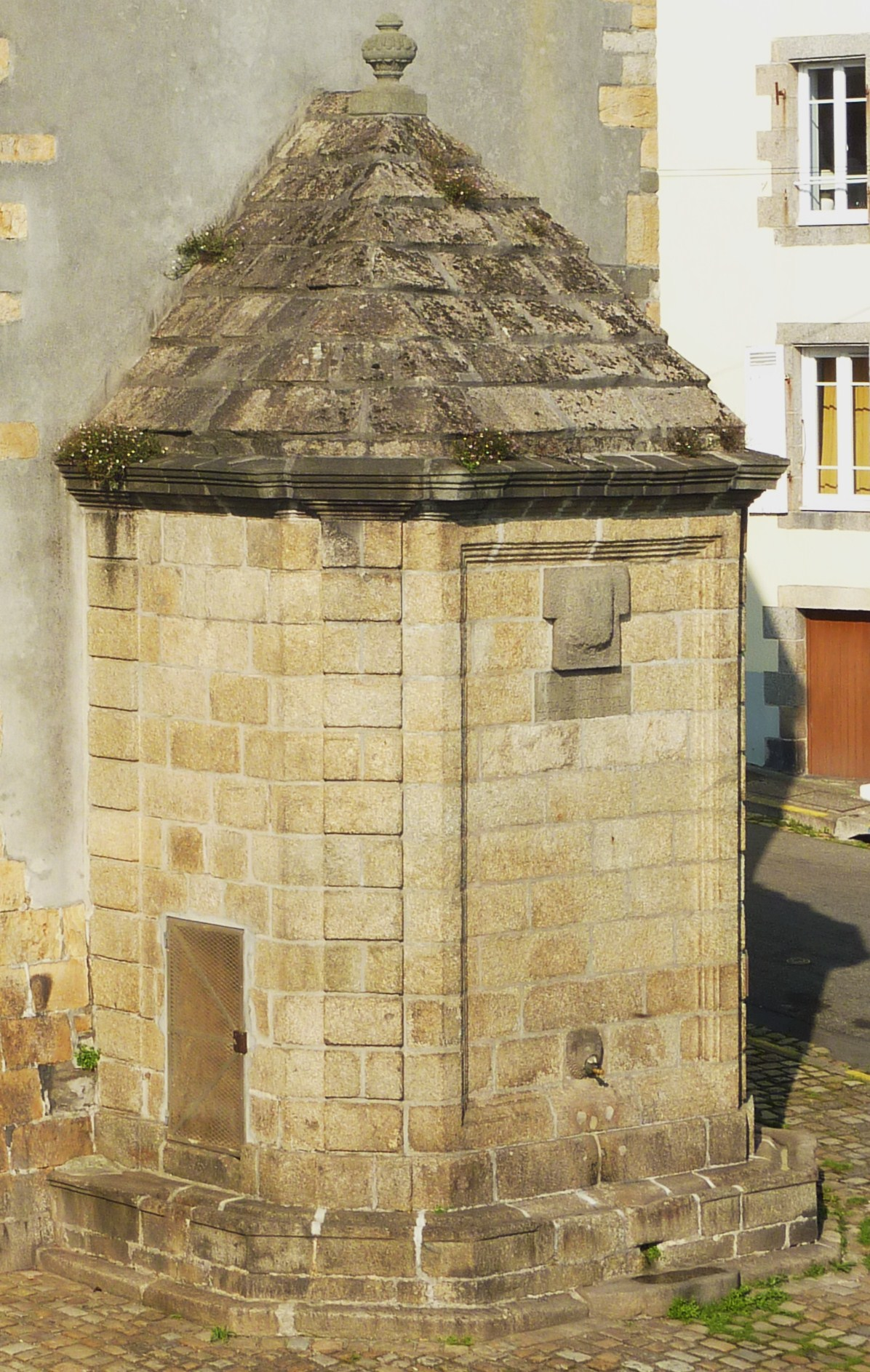
La fontaine du pignon de la maison de la Fontaine
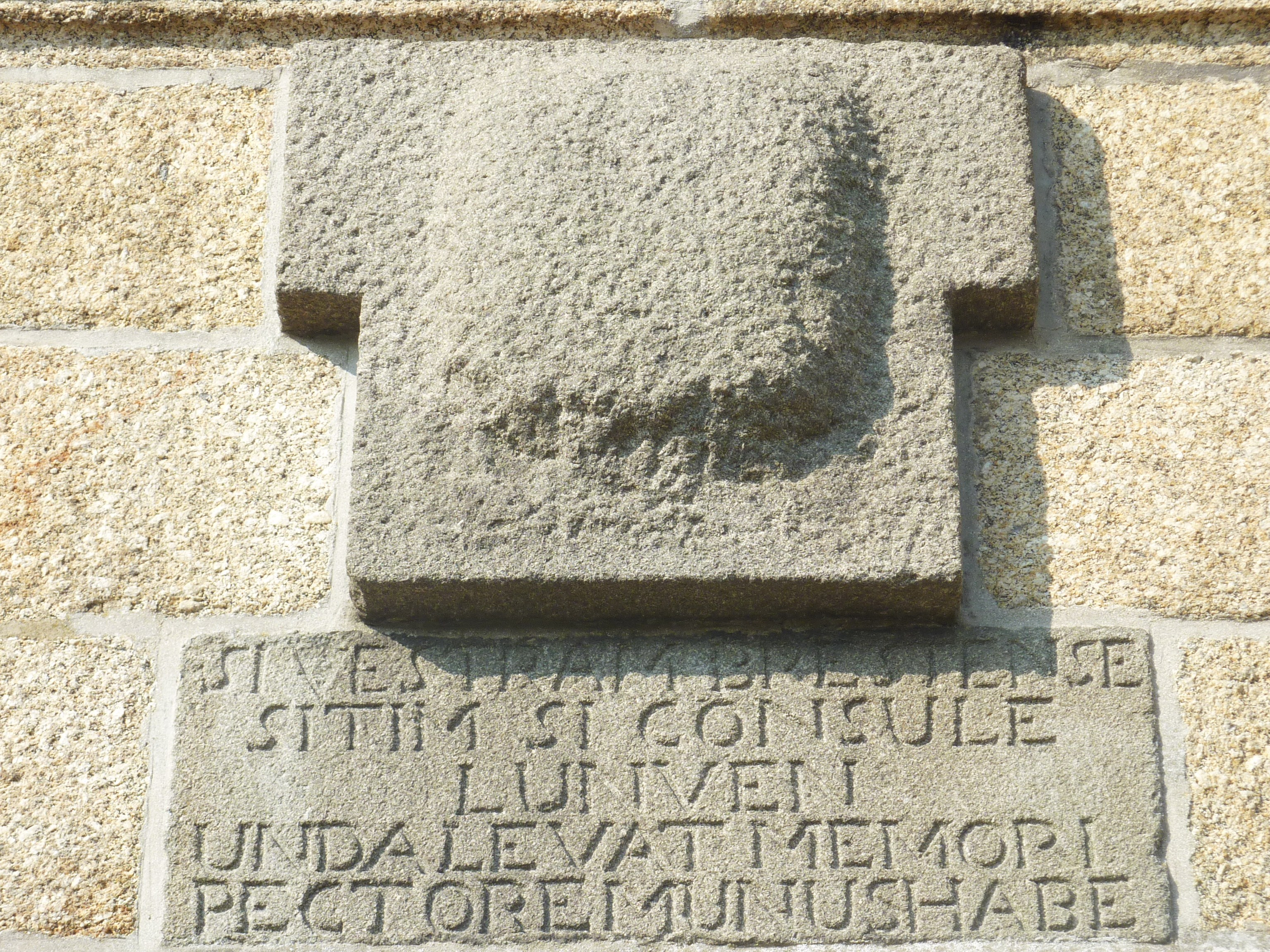
L'inscription sur le pignon de la maison de la Fontaine

#### Les autres faits duXVIIIesiècle
Entre 1698 et 1703, Joseph François Dupleix (jeune enfant, il est né en 1697) vit à Recouvrance où son père est receveur à la ferme des tabacs établie « côté de Recouvrance, au terrouer de Larchantel », avant d'être muté à la manufacture des tabacs de Morlaix.
En 1749, une école tenue par les Frères des écoles chrétiennes, dits aussi Frères de Saint-Yon, ouvre à Recouvrance.
L'église paroissiale de Recouvrance, placée sous le patronage de saint Sauveur, est achevée en 1750.
Une loge maçonnique dénommée Constance et dépendant de la Grande Loge de France est constituée à Recouvrance le 8 mai 1768.
Le 2 octobre 1782, Henri de Rohan-Guémené, seigneur de Lorient, devenu aussi seigneur de Recouvrance depuis qu'il avait acheté le 11 mars 1778 les droits d'Armand Louis de Gontaut-Biron sur la baronnie du Châtel, fit une faillite retentissante. Le roi Louis XVI acquis les biens du prince de Rohan-Guémené, à savoir les terres de Lorient, Châtel, Carman et Recouvrance, ainsi qu'une rente, par contrat en date du 3 octobre 1786, et cette acquisition fut confirmée par la Convention le 27 janvier 1793.
Évoquant la fin du XVIIIe siècle, Henri Sée écrit qu'« à Brest, ou plutôt à Recouvrance, les ouvriers du port vivent au jour le jour, n'ont de travail que pendant la moitié ou le tiers du mois et reçoivent leur paie d'une façon irrégulière ; beaucoup d'entre eux se trouvent dans une situation voisine de la misère ».

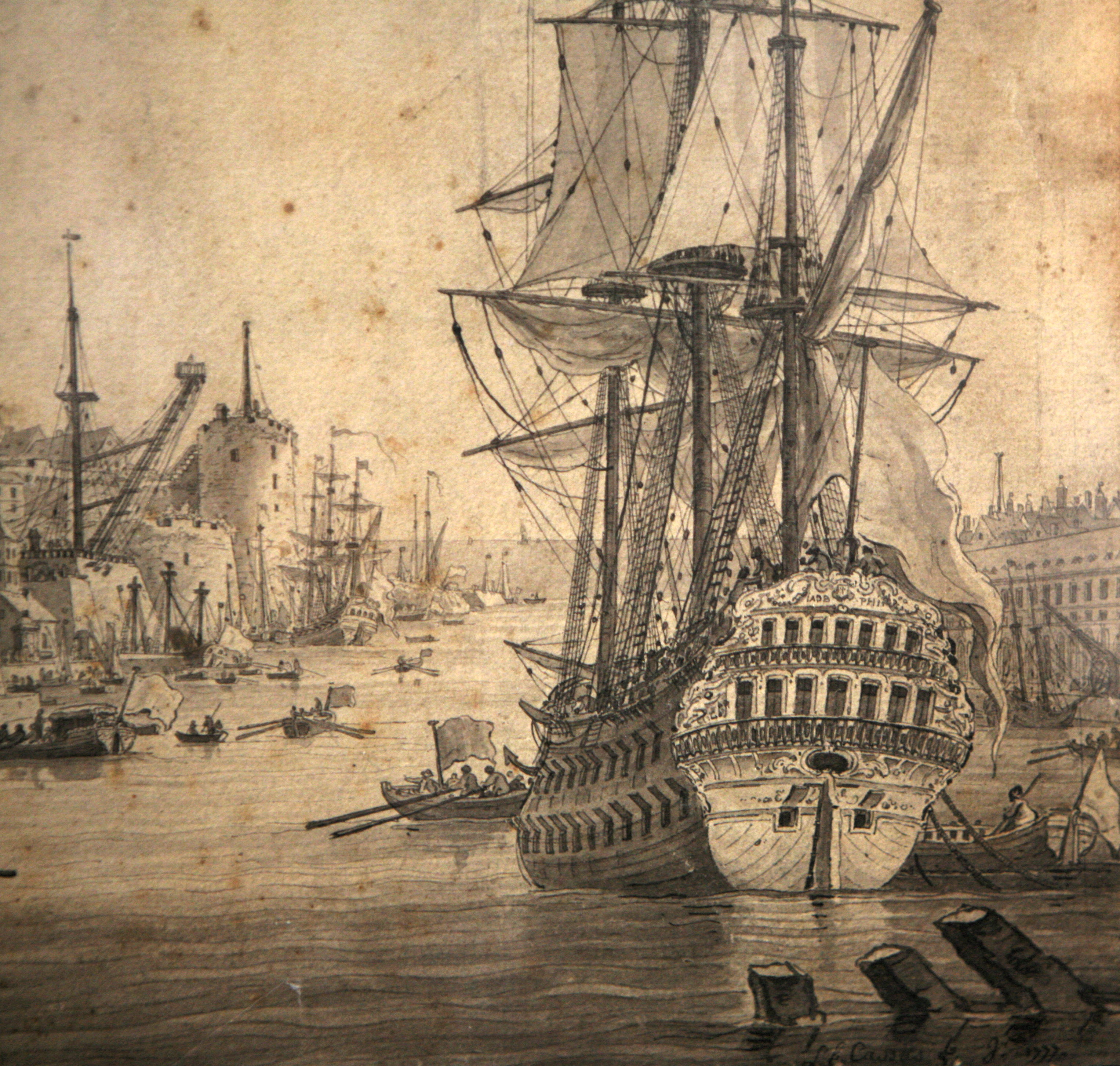
Le port en Penfeld en 1777 (Louis-François Cassas)
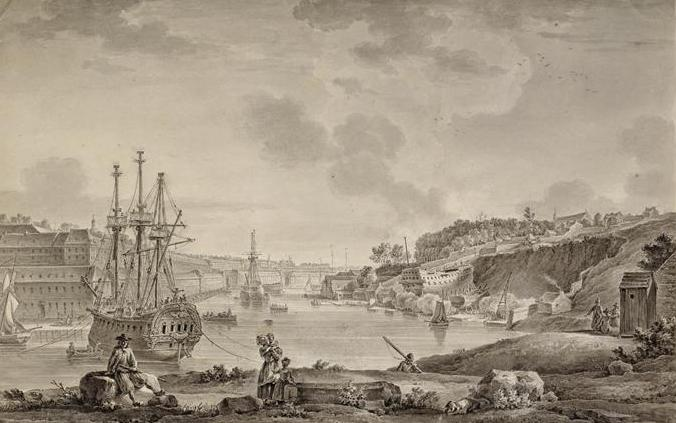
Vue du port de Brest prise de Bordenave (à droite le côté Recouvrance) par Nicolas Ozanne
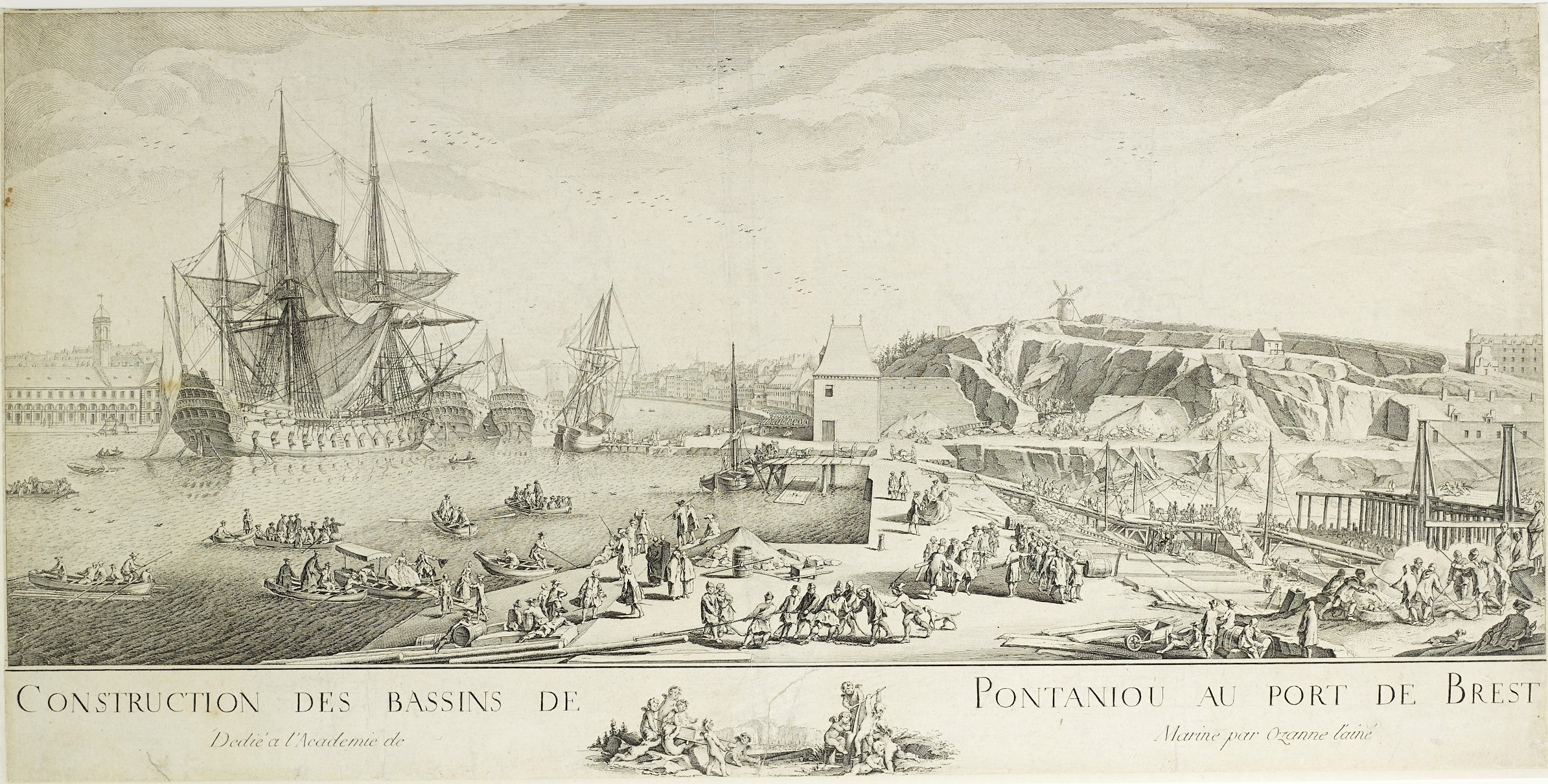
Construction des bassins de Pontaniou (à droite le côté Recouvrance) par Nicolas Ozanne
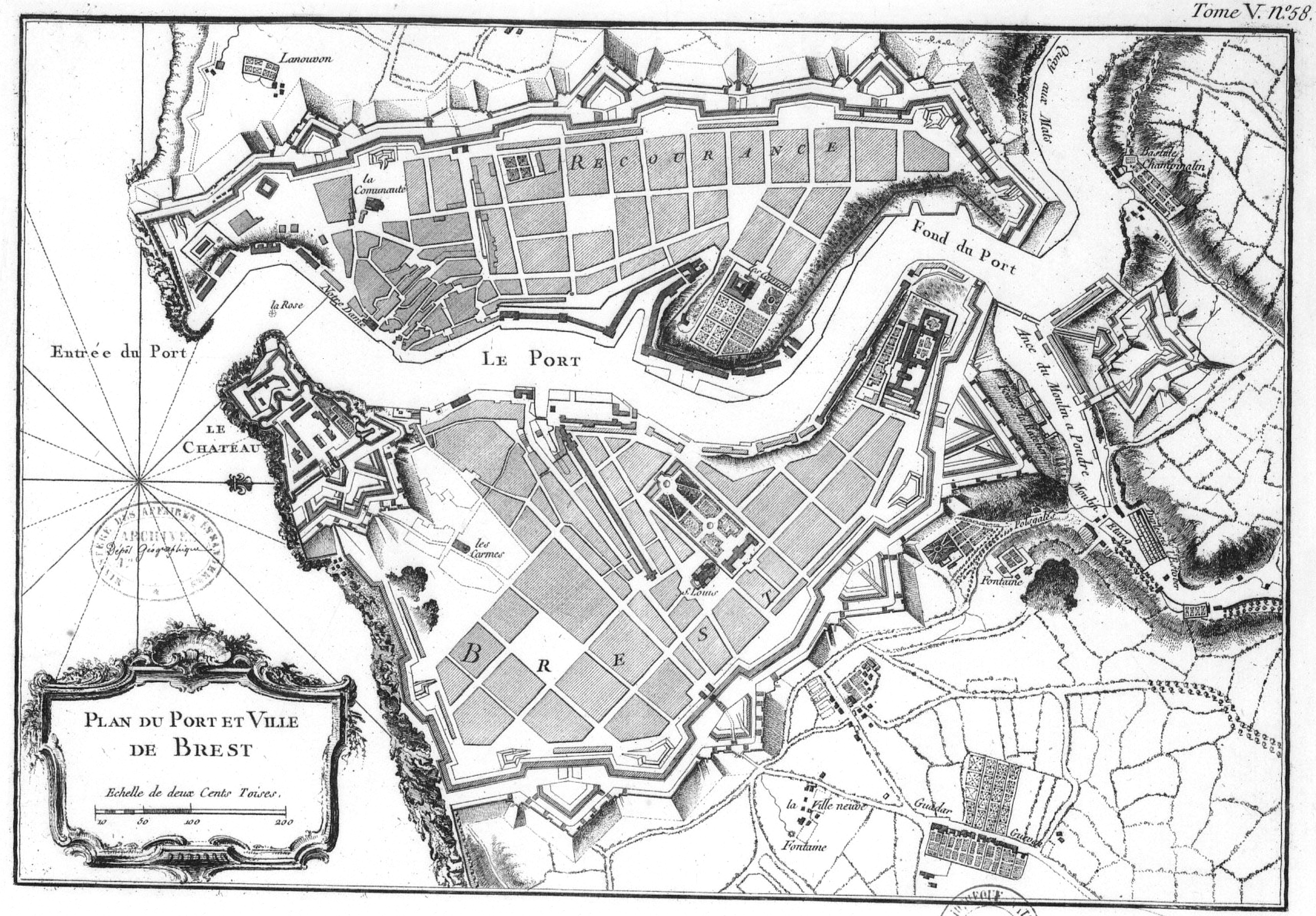
Plan du port et ville de Brest en 1764. Recouvrance est sur la rive droite.

#### Recouvrance d'après le plan de 1779

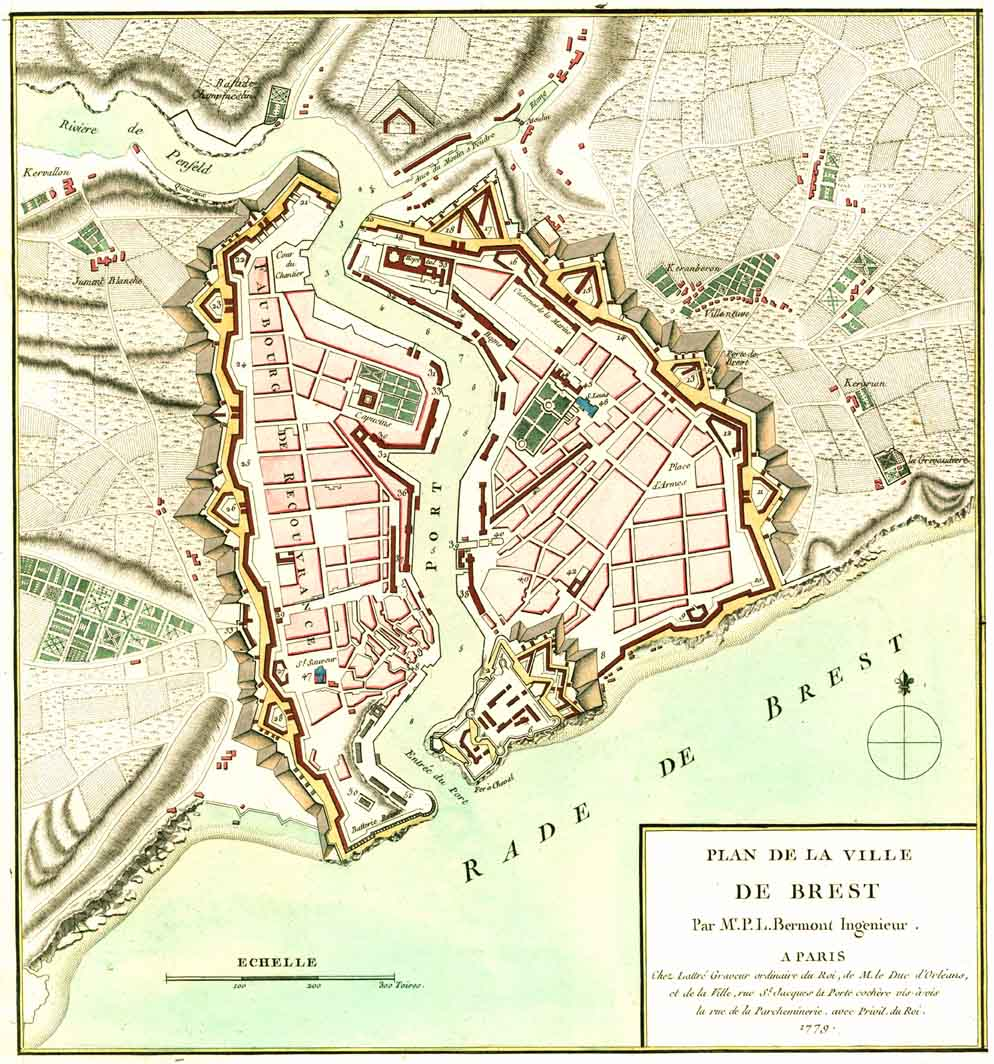
Recouvrance et Brest, plan de 1779

S. Castel en fait la description suivante :

« Recouvrance comprend alors 23 rues dont les rues les plus peuplées sont les rues parallèles à la rue du Quai : rue Neuve, rue Toulalogoden, rue de Notre-Dame, et les rues du quartier de Pontaniou, avoisinant les bâtiments de l'arsenal. À mesure que l'on s'éloigne de la riche rue du Quai, le nombre des commerçants diminue et celui des ouvriers des constructions navales augmente : calfats, charpentiers, forgerons voisinent avec les matelots et constituent le fond de la population de Recouvrance. »

### Recouvrance auXIXesiècle

#### Les quais de Recouvrance vus par François-René de Chateaubriand en 1814
Dans Mémoires d'Outre-Tombe, daté de janvier 1814, François-René de Chateaubriand écrit :

« Souvent, assis sur quelque mât qui gisait le long du quai de Recouvrance, je regardais les mouvements de la foule : constructeurs, matelots militaires, douaniers, forçats, passaient et repassaient devant moi. Des voyageurs débarquaient et s'embarquaient, des pilotes commandaient la manœuvre, des charpentiers équarrissaient des pièces de bois, des cordiers filaient des câbles, des mousses allumaient des feux sous des chaudières d'où sortaient une épaisse fumée et la saine odeur du goudron. On portait, on reportait, on roulait de la marine aux magasins, et des magasins à la marine des ballots de marchandises, des sacs de vivres, des trains d'artillerie. Ici des charrettes s'avançaient dans l'eau à reculons pour recevoir des chargements ; là, des palans enlevaient des fardeaux, tandis que des grues descendaient des pierres, et que des cure-môles creusaient des atterrissements. Des forts répétaient des signaux, des chaloupes allaient et venaient, des vaisseaux appareillaient ou rentraient dans les bassins. »

#### Descriptions de Recouvrance dans la première moitié duXIXesiècle
Dans son roman Le roi des gabiers, publié en 1898, Ernest Capendu décrit ainsi Recouvrance en début de soirée, l'action se déroulant pendant la Révolution française de 1789 :

« À cette première heure, le faubourg de Recouvrance devenait un vaste cabaret : la rue des Sept-Saints qui s'élève en amphithéâtre par de larges degrés, avait, dans sa perspective, des milliers de buveurs attablés dans toute sa longueur, les maisons ne pouvant suffire à les contenir. De distance en distance, des bals publics égayaient les échos par la musique de l'orchestre et les cris des danseurs et des danseuses, car il y avait là un mélange de matelots, de forçats, d'ouvriers et de sans-culottes. »

Eugène Sue décrit ainsi Recouvrance dans son roman La Vigie de Koat-Ven, publié en 1834 :

« Recouvrance, quartier ordinairement habité par les matelots, les bas-officiers de marine et les maîtres du cabotage était un amas de maisons basses et sombres, de rues étroites, fangeuses, et de ruelles sans issues. »

En 1845, Conrad Malte-Brun écrit à propos de Recouvrance : « Dans les rues escarpées et tortueuses des quartiers supérieurs […], plusieurs maisons ont le cinquième étage au niveau des jardins des autres maisons et les communications […] ne se font que par des escaliers qui ne sont point sans dangers pendant la saison des pluies. ».

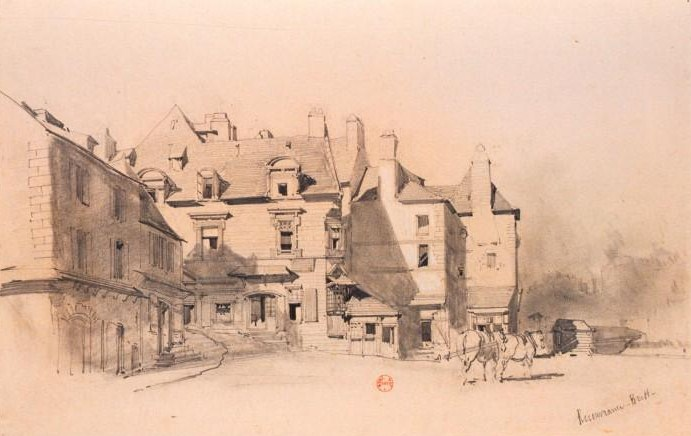
Maisons (riches) de Recouvrance vers 1840 (par Eugène Cicéri)
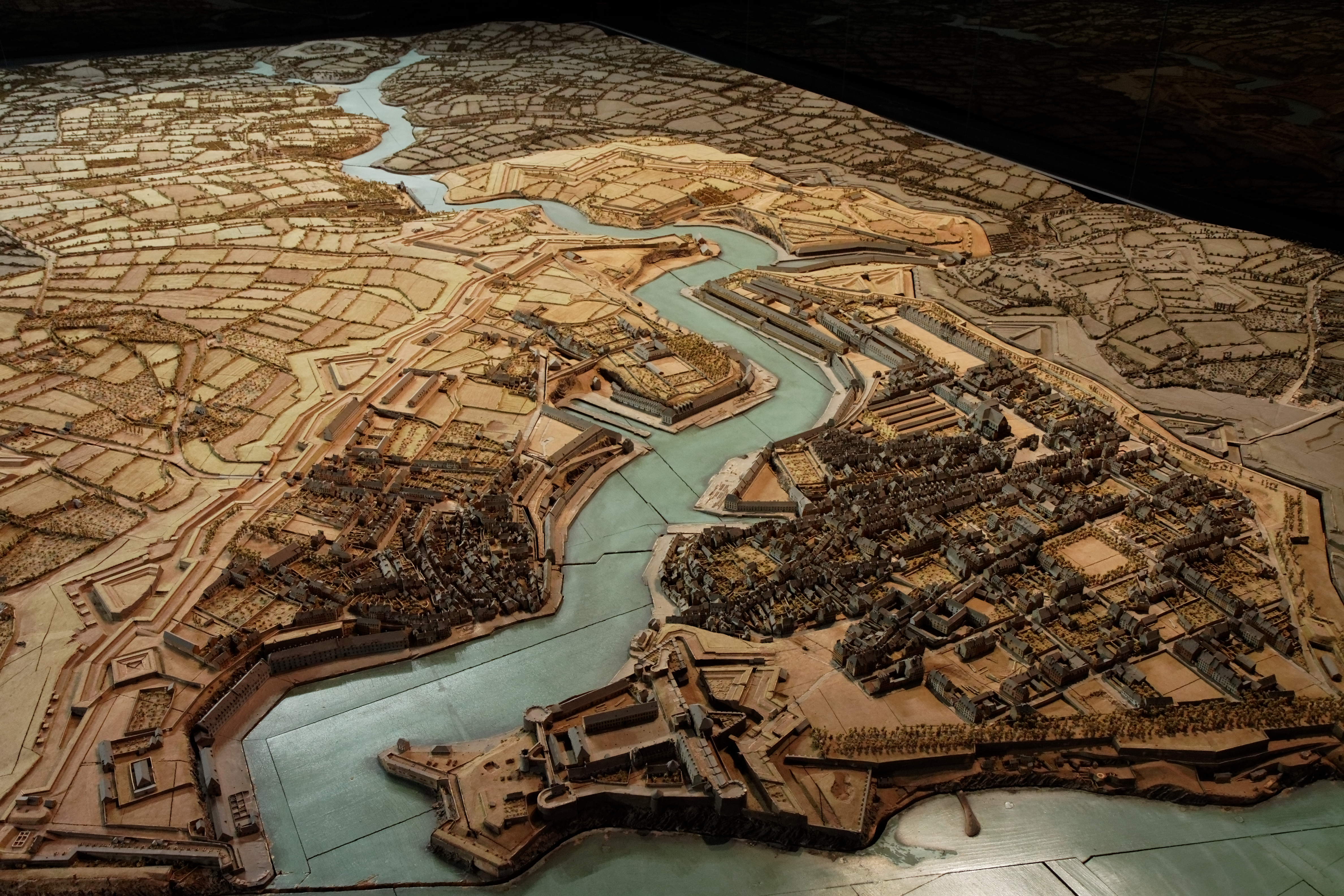
Brest en 1811. Recouvrance à gauche, Brest même à droite, et l'arsenal autour de la Penfeld au centre.

#### Pauvreté et maladies à Recouvrance
L'Ami de la religion et du Roi écrit dans son numéro de novembre 1832 : « Le choléra fait des ravages dans le département du Finistère depuis le commencement de juin. […] À Brest, il est mort bien du monde dans le quartier de Recouvrance ».
Parlant de Recouvrance, Évariste Berulus écrit en 1840 :

« Ce faubourg où existent les causes morbifiques les plus puissantes est séparé de Brest par un canal resserré ; quiconque l'a visité a dû être extrêmement frappé par l'extrême saleté de ses rues, de la vétusté de ses maisons, séjour favori de la fièvre typhoïde, et dans lesquelles est entassée une population exhubérante et misérable. […] Ainsi que je l'ai donné à entendre, le typhus est endémique à Recouvrance et y prend à certaines époques de l'année une extension plus grande. »

En 1872, encore une épidémie de fièvre typhoïde ravage Recouvrance ainsi que le reste de Brest, Saint-Pierre-Quilbignon, etc.. En 1891, une autre épidémie de fièvre typhoïde atteint particulièrement le 19e régiment de ligne dans la caserne se trouve à Recouvrance. En 1903 une double épidémie, de fièvre typhoïde et de variole, concerne plus de 500 malades et fait plusieurs morts dans le quartier de Recouvrance. L'analyse bactériologique montre que l'eau provenant de la source de Sainte-Perronnelle, qui alimentait une partie de Recouvrance, était contaminée, ce que conteste la municipalité de Brest qui attribue l'origine de la contamination à la promiscuité dans les casernes et à l'état déplorable de celles-ci. Le conseil municipal de Brest vote toutefois la création d'un réseau complémentaire d'égouts (même si leur déversement se produit en Penfeld, en plein arsenal !), accepte de participer à la construction d'une nouvelle caserne, obtenant en échange de la Marine la cession à la ville d'une bonne partie des fortifications qui l'enserrent.
Cette description du quartier de Recouvrance par Albert Clouard date de 1892 :

« Nous traversons ensuite le faubourg de Recouvrance, aux rues disloquées, abruptes, dévalant en pente et hachées d'escaliers. Les maisons sombres, mal bâties, aux fenêtres aveuglées de monceaux de journaux collés, aux volets démantibulés et branlants dont la peinture s'écaille et se boursoufle d'ampoules, aux murs marbrés, par les eaux des gouttières disjointes et pendantes, d'ignobles jaspures pareilles aux émaux coulant de certaines poteries, ont un air navrant de misère et de malpropreté. Sur les trottoirs étroits, des femmes en haillons lavent leurs pauvres guenilles, d'autres versent leurs eaux sales dans les ruisseaux, véritable sentine à ciel ouvert où des gosses crasseux, vautrés, se battent à coups de trognons de pommes. »

Le même auteur écrit aussi, toujours à propos de Recouvrance, qu'il s'agit du quartier pauvre de Brest « bâti de masures lépreuses, dégingandées, sillonné de venelles étroites, sales, tortueuses, montant et dégringolant des escaliers, […], peuplé d'ouvriers ». Parlant des rives de la Penfeld, il ajoute : « Du côté de Recouvrance se profilent les salles d'armes, la Sainte-Barbe, les formes de Pontaniou dominées par la caserne de Cayenne, puis les grandes forges couronnées par les galeries immenses des machines, enfin les cales de Bordenave et les bassins du Salou. Une teinte terne, d'un gris jaune, faite de brume et de fumée, noie de tristesse toutes ces constructions, qui escaladent les collines, et jettent comme un crêpe de deuil sur ce vaste enfer de destruction ».
Camille Dreyfus note en 1885 que Recouvrance est une ville « toute différente de Brest par ses mœurs plus bretonnes et moins cosmopolites. Les rues y sont plus étroites, plus abruptes ; les maisons plus vieilles (il en est du temps de Louis XIV) y sont de médiocre apparence. On remarque un immense bâtiment qu'on appelle la Cayenne, c'est la caserne des marins, pouvant en contenir 3 200, situé sur un point élevé, il domine le port à l'est ». « La caserne de Recouvrance peut loger 6 000 hommes et le plus souvent ce chiffre est atteint » écrit le journal Le Matin en 1890.
En 1890, Adolphe Joanne écrit qu'à Brest « qui est la vraie ville, on ne parle guère que le français ; à Recouvrance, le faubourg de la rive droite, il y a beaucoup de familles qui, entre elles, ne se servent que du breton ».

#### Le passage de la Penfeld, des canots au pont Impérial
Le 28 août 1827, les époux de la Boissière, se prétendant propriétaires des bacs et bateaux assurant les passages entre Brest et Recouvrance en vertu de titres remontant à 1461, dont ils se disent spoliés depuis 1797 par application de la loi du 6 frimaire an VII, entament une procédure judiciaire contre le préfet du Finistère, qui se poursuivra jusque devant le Conseil d'État, mais ils seront finalement déboutés, ayant déjà été indemnisés. Le 22 novembre 1832, un sieur Robin obtient par adjudication les droits de passage, mais ce fermier intente en 1837 un procès contre l'Administration, se plaignant que les deux bateaux de la Marine dits Amiral, qui assurent le passage gratuit des militaires et marins de service, acceptent aussi de transporter gratuitement les indigents, ce qui lui cause un préjudice financier ; lui aussi est débouté par le Conseil d'État.
En 1840, le passage de la Penfeld entre Brest et Recouvrance est ainsi décrit :

« Le service du passage de Brest à Recouvrance se fait par les soins d'un fermier du passage qui, au moyen d'une somme annuelle versée par lui dans la caisse du receveur des contributions indirectes, profite des bénéfices que peut lui procurer son marché. Le passage est assuré par deux chalands pour les charrettes, chevaux et bestiaux, et par quarante canots. […] Le service complet du passage s'effectue depuis le coup de canon du matin, tiré à la Pointe, jusqu'à celui du soir. Depuis le coup de canon du soir jusqu'à minuit, six canots stationnent aux cales de l'Amiral, et deux seulement depuis minuit jusqu'au coup de canon du matin. Les canots ne doivent pas contenir plus de douze passagers, les chalands plus de douze à quinze chevaux ou bœufs, et le double en petits animaux. […] Les bateaux de passage de Brest à Recouvrance sont aussi tenus de faire le service de la rade et du port. […] [Pour la rade], les chaloupes partent de la cale aux vivres, à Recouvrance, le lundi et le vendredi de chaque semaine, de 2 h à 4 h du soir […], elles se rendent aux lieux suivants : la côte de Plougastel depuis Saint-Jean, l'Hôpital, Daoulas, Le Faou, Landévennec, Lanvéoc, Le Fret, Rostellec, Quélern, Roscanvel, Camaret. Elles partent des mêmes lieux pour Brest, le lundi et le vendredi, de 4 à 5, 6, 7 ou 8 heures du matin. »

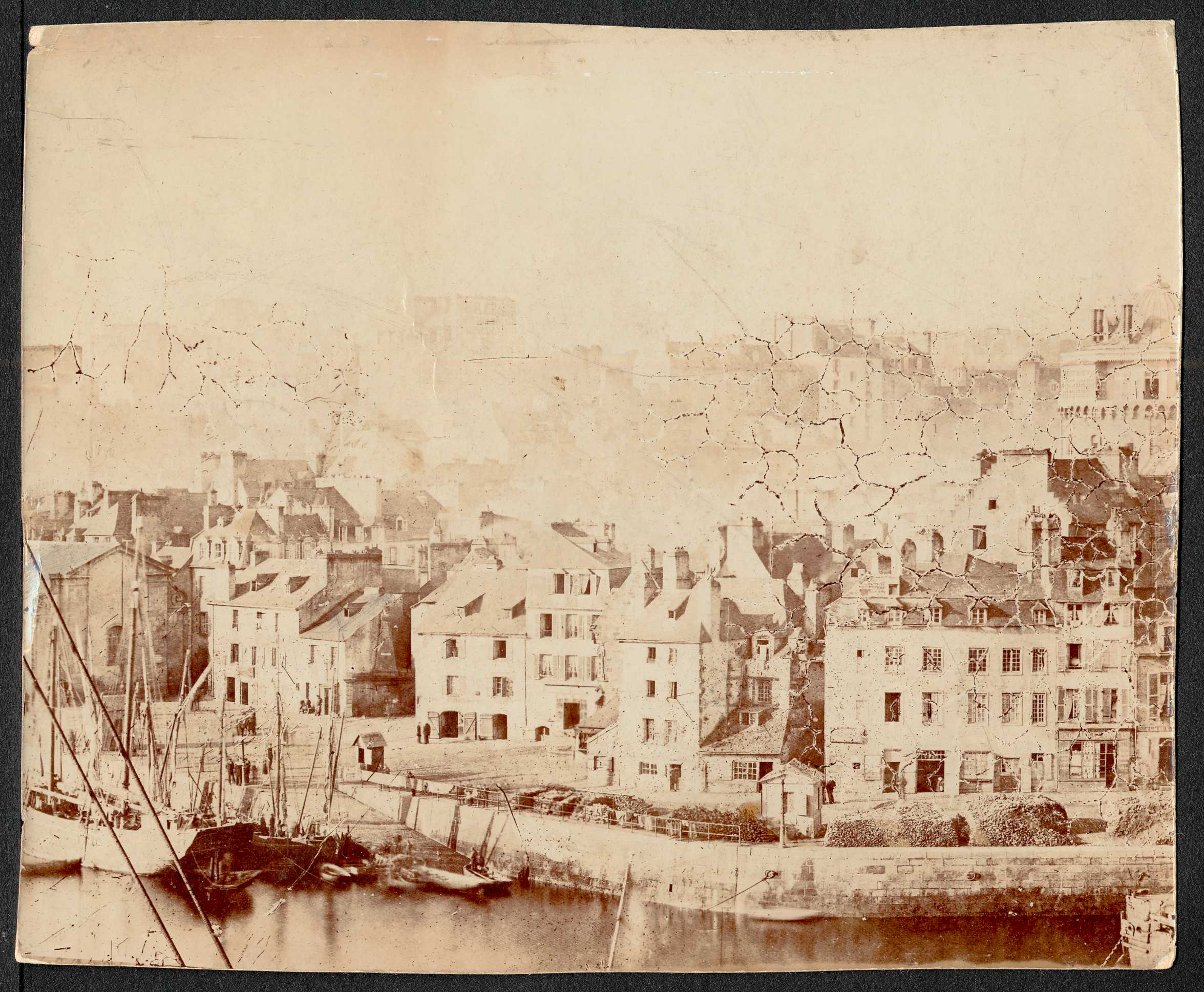
Panorama des quais marchands de Recouvrance en 1870 : on peut y voir la tour Tanguy (à droite) et la chapelle Notre-Dame de Recouvrance (à gauche), qui sera détruite avec la clôture de l'arsenal en 1877.

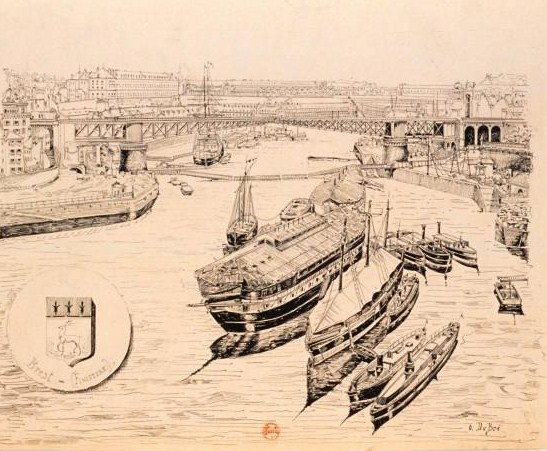
La Penfeld : le Grand Pont et l'Arsenal

En 1856, après une longue attente pour les habitants de Recouvrance, Napoléon III autorisa enfin la construction d'un pont permettant de relier Recouvrance à Brest même. Le pont Impérial, encore appelé « Grand Pont », modifia profondément le quartier, notamment dans son rapport avec le centre-ville Brest même. Le passage se faisait jusqu'alors en bac, avec d'interminables attentes. Le pont fut renommé pont National après la guerre de 1870.
Ce pont est ainsi décrit : « Son tablier, élevé de 39 mètres au-dessus des eaux, se compose de deux volées de 84 mètres pesant chacune plus d'un million de kilogrammes, et reposant sur deux piles en granit de 12 mètres de diamètre. Deux hommes, placés sur chaque volée, suffisent pour en opérer l'ouverture en moins de dix minutes » à l'aide d'un cabestan.
Un pont flottant, le pont Tréhouart (ancêtre du pont Gueydon) permettait aussi de franchir la Penfeld. Le 20 décembre 1860, un grave accident faillit s'y produire :

« À huit heures du matin, au moment de l'entrée des ouvriers dans le port, plusieurs centaines de marins quittaient la caserne de la Cayenne et pénétraient dans l'arsenal pour se rendre du côté de Brest, alors qu'un nombre considérable d'ouvriers se dirigeaient vers les chantiers et ateliers du côté de Recouvrance.
En un instant, ces hommes se sont trouvés engagés sur le pont Tréhouart, et au milieu du trajet, ne pouvaient plus ni avancer ni reculer. Sous cette masse humaine, la partie flottante du pont a coulé de plus de 50 centimètres en s'inclinant d'un côté. Huit hommes ont dû se jeter à la mer et gagner la rive à la nage : heureusement qu'on réussit peu après à rétablir la circulation, et le pont, débarrassé de sa surcharge, a bientôt repris sa position ordinaire. »

Ce n'est qu'en 1868 qu'un décret impérial autorise l'ouverture d'une seconde voie dans la porte du Conquet afin de faciliter la circulation entre Recouvrance intra-muros et les extensions urbaines en direction de Saint-Pierre-Quilbignon.

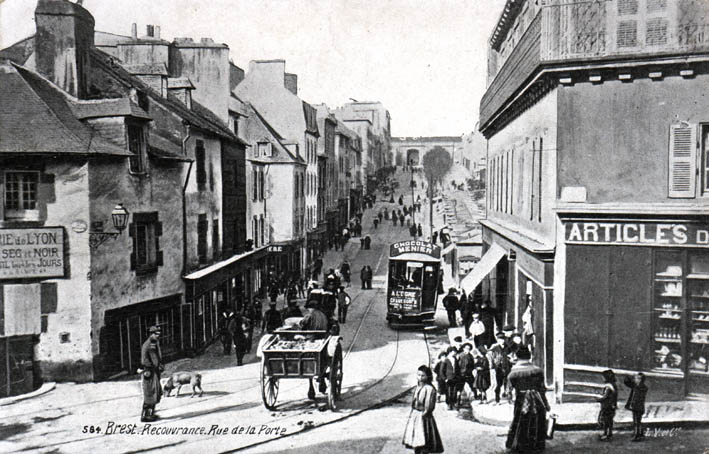
La rue de la Porte, avant l'agrandissement de la Porte du Conquet
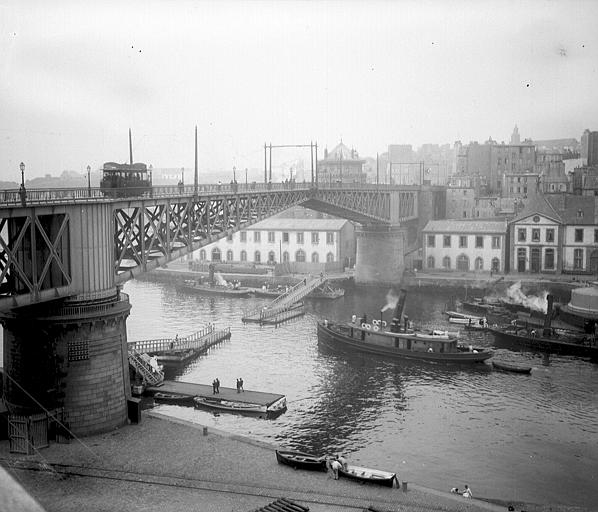
Le pont National en 1900 (photo de Pierre Petit)
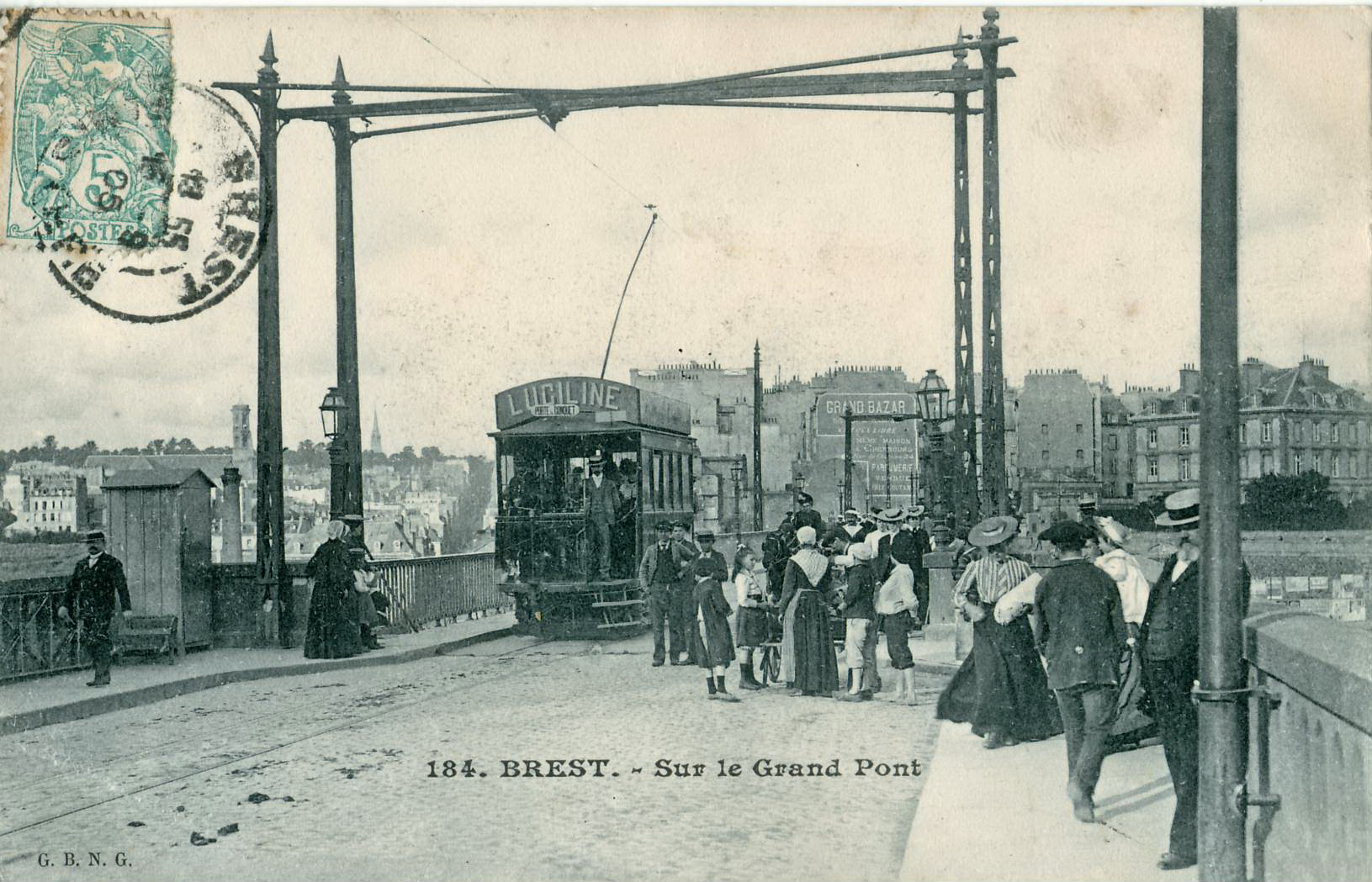
Un tramway brestois sur le Grand Pont vers 1905
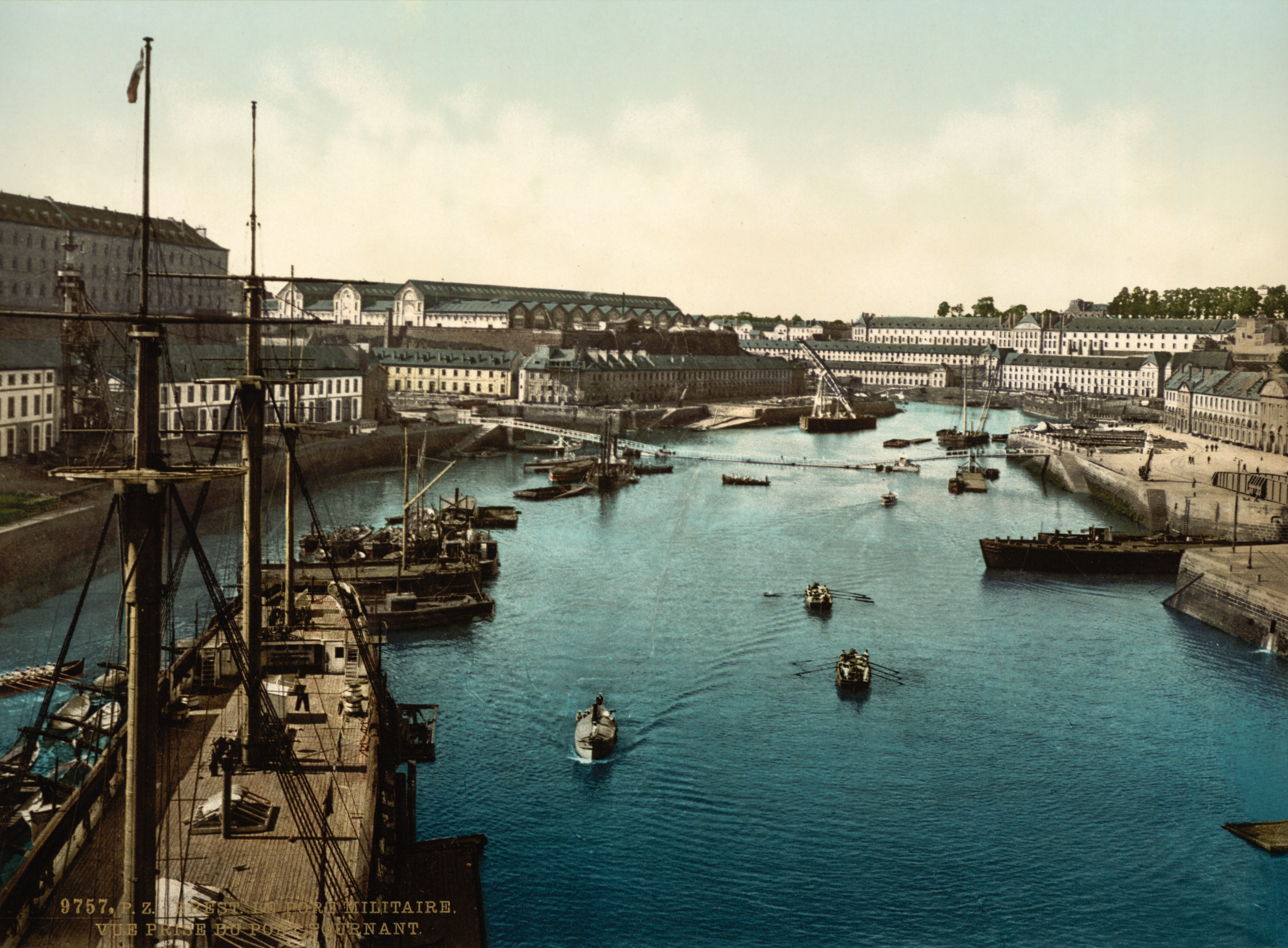
Le port et l'arsenal en Penfeld vus depuis le Grand Pont (à gauche le côté Recouvrance) [photo autochrome prise vers 1895, Photoglob AG, Zürich, Switzerland or Detroit Publishing Company, Detroit, Michigan]

D'autres bacs permettaient de franchir la Penfeld nettement plus en amont, un à hauteur de la Digue et un autre à Kervallon dont le fonctionnement cesse en 1896. Une passerelle flottante, amovible, est alors construite (la décision de construction date du 21 août 1898), passant au-dessus de l'Île Factice. En 1930, un pont levant en béton, permettant le passage des remorqueurs, est construit à Kervallon.

#### La clôture de l'arsenal

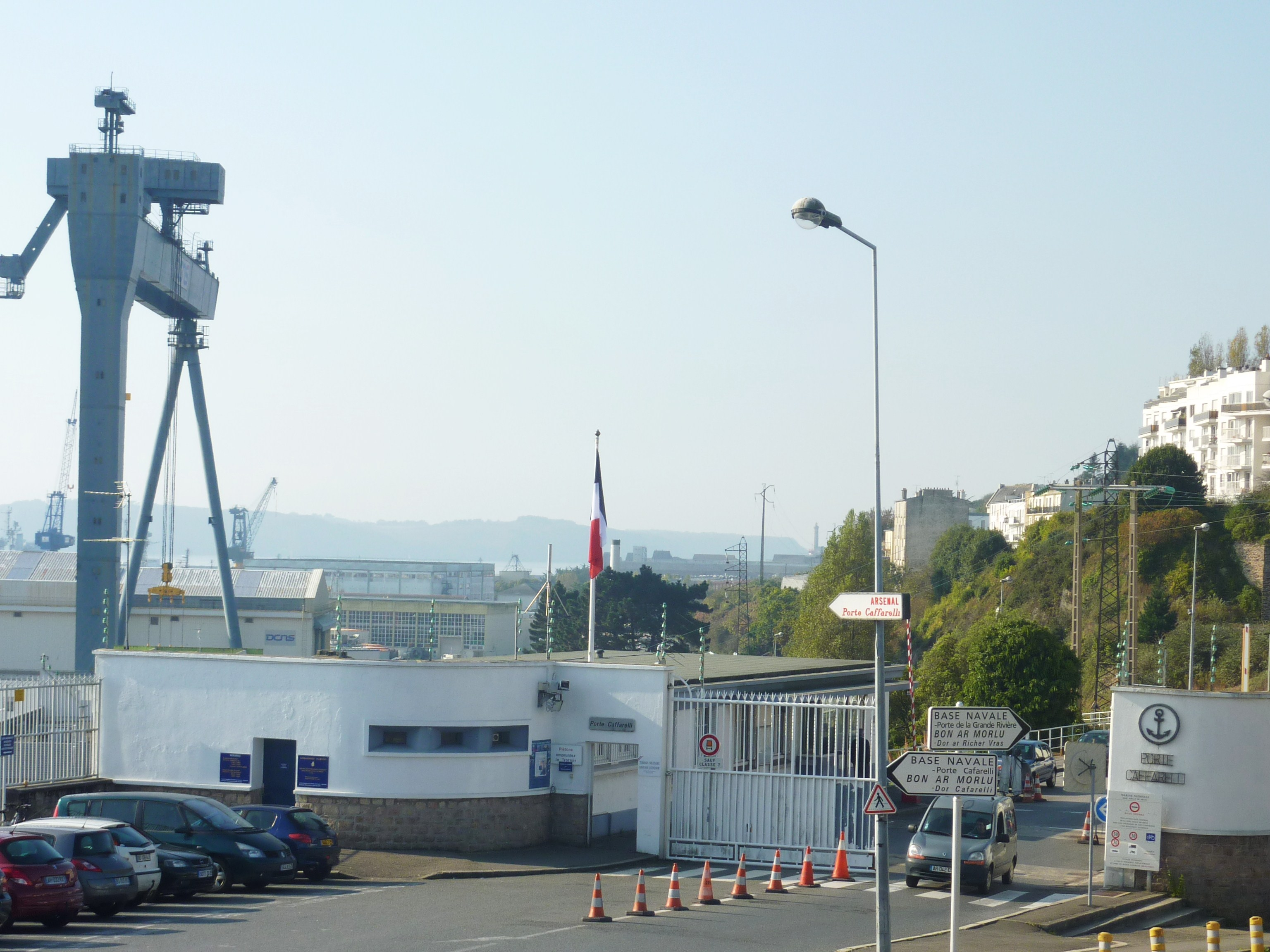
La porte Caffarelli (une des portes d'entrée de l'arsenal) et la route de la Corniche

La destruction en 1877 de la chapelle Notre-Dame de Recouvrance et la clôture de l'arsenal (rendue possible par la séparation des ports de commerce et de guerre liée à la création du nouveau port de commerce à partir du Second Empire, les rives de la Penfeld sont désormais interdites aux civils). Les quais marchands de Recouvrance deviennent exclusivement militaires et le sont toujours aujourd'hui, perdant leur animation de jadis : « Depuis que les murs et les constructions officiels ont amputé le quai Jean-Bart de sa vie marchande qui sentait la friture, le goudron et le jus de chique ». Désormais l'arsenal n'est plus accessible que par des portes à l'accès étroitement contrôlé (portes Jean-Bart et Caffarelli côté Recouvrance).
L'école des élèves sous-officiers de la marine (le Saint-Maixent naval) s'installe en 1903 dans la caserne des équipages de la flotte, dans le quartier de Recouvrance. Un projet d'installation à terre de l'École d'application de la Marine, pour remplacer les Borda ancrés successivement dans le port de Brest, faillit se concrétiser à la Pointe, dans le quartier de Recouvrance, vers 1900, mais échoua faute de financement ; ce n'est qu'en 1936 que l'École navale fut inaugurée, mais à Saint-Pierre-Quilbignon.

#### Religion et laïcité à Recouvrance à la fin duXIXesiècleet au début duXXesiècle
Par un décret du 1er août 1852, les sœurs bénédictines de l'adoration perpétuelle du Très-Saint-Sacrement, dites de la Providence, installées à Quimper, reçoivent l'autorisation de fonder un établissement à Recouvrance.
En 1874, l'abbé Quéinnec, curé de Saint-Sauveur, la paroisse de Recouvrance, fonde le patronage de l'Espérance qui doit cesser temporairement son activité en vertu de la loi de séparation des Églises et de l'État (ses biens sont mis sous séquestre en 1907 et confisqués l'année suivante par la municipalité brestoise). Ses locaux furent réutilisés par le patronage laïque de Recouvrance fondé en 1922, alors que le patronage catholique de l'Espérance reprend ses activités, mais à un autre endroit (rue du Rempart). Après une nouvelle interruption d'activité pendant la Seconde Guerre mondiale, le patronage de l'Espérance redémarra dès les combats terminés, disposa en particulier d'un club de basket assez renommé, surtout dans la décennie 1950, avant de lentement décliner et de fermer définitivement en 2005 ; par contre, le patronage laïque de Recouvrance poursuit ses activités.
Le 17 mai 1894, le conseil municipal de Brest, alors à majorité socialiste, rejette la pétition signée, selon le journal La Croix, par 2 480 pères ou chefs de famille du quartier de Recouvrance, représentant plus de 10 000 personnes, protestant contre l'arrêté d'interdiction pris par le maire, Bellamy, des processions dans leur paroisse. Le 23 juin 1895, sous la conduite de l'abbé Troussel, curé de Saint-Sauveur de Recouvrance, une procession de la Fête-Dieu, suivie par « plusieurs milliers d'hommes et d'ouvriers » écrit le journal La Croix, fait quand même le tour de la place du Champ de bataille et le commissaire de police de Brest dresse procès-verbal. Ce type de scènes se reproduit maintes fois, le journal La Croix du 6 juin 1899 écrit que le clergé a fait, pour la Fête-Dieu, trois fois le tour de l'église malgré l'arrêté d'interdiction. En 1913 encore, dix ecclésiastiques dont le chanoine Kerbiriou, alors curé de Saint-Sauveur, et deux laïques, sont condamnés par le tribunal de Brest à des peines de principe pour avoir participé le 23 mai 1913 à la procession de la Fête-Dieu qui avait fait ce jour-là par deux fois le tour de la place du Champ de bataille.

#### Une description de Recouvrance à la fin duXIXesiècle
Dans sa Grande Encyclopédie publiée en 1885, Camille Dreyfus décrit ainsi Recouvrance :

« Du côté de Recouvrance, à partir du Pont tournant, on trouve les ateliers de l'artillerie, la Salle d'armes, les ateliers de la Madeleine et du plateau des Capucins, les quatre formes de Pontaniou. Aux extrémités de ces ateliers sont deux môles de maçonnerie : l'un d'eux, dit du viaduc, est relié au terre-plein du plateau par une arche en plein-cintre de 30 mètres d'ouverture. Une des curiosités du port est la Grue du viaduc pouvant servir de machine à mâter. Citons encore les deux cales de construction dites des Bureaux, les ateliers de calfatage, les quatre cales de Bordenave. À l'extrémité nord du quai de ce nom se trouvait la colline du Salou, massif de gneiss d'une hauteur de 25 mètres, formant une pointe vers l'est, en forçant la rivière à suivre une courbe prononcée. On l'a complètement dérasée, pour creuser une gigantesque forme double dans l'esplanade obtenue, à des profondeurs qui permettent d'y entrer à toutes marées les plus grands navires tout armés. Au-delà, jusqu'à l’Arrière-Garde, le quai de Quéliverzan sert à déposer les charbons de terre. »

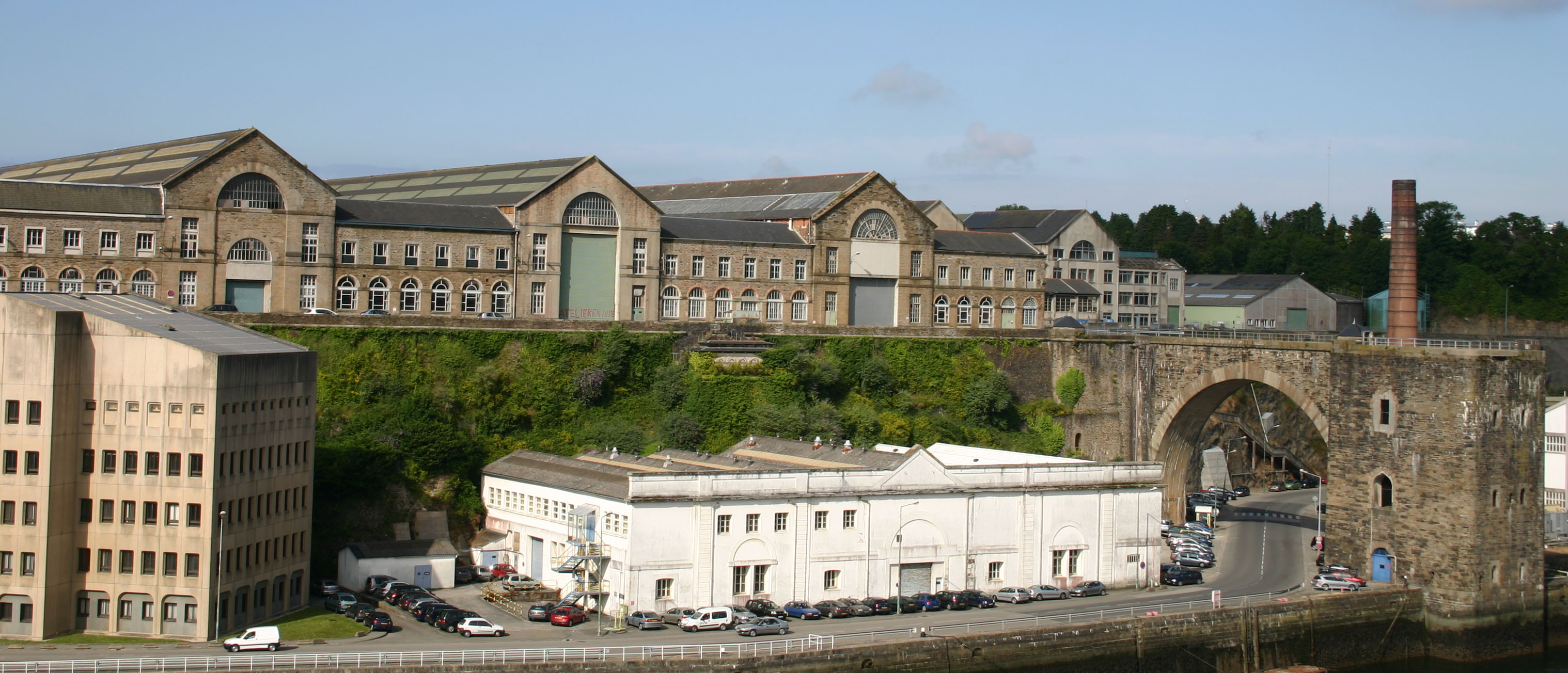
Les Ateliers du plateau des Capucins et le môle dit du viaduc
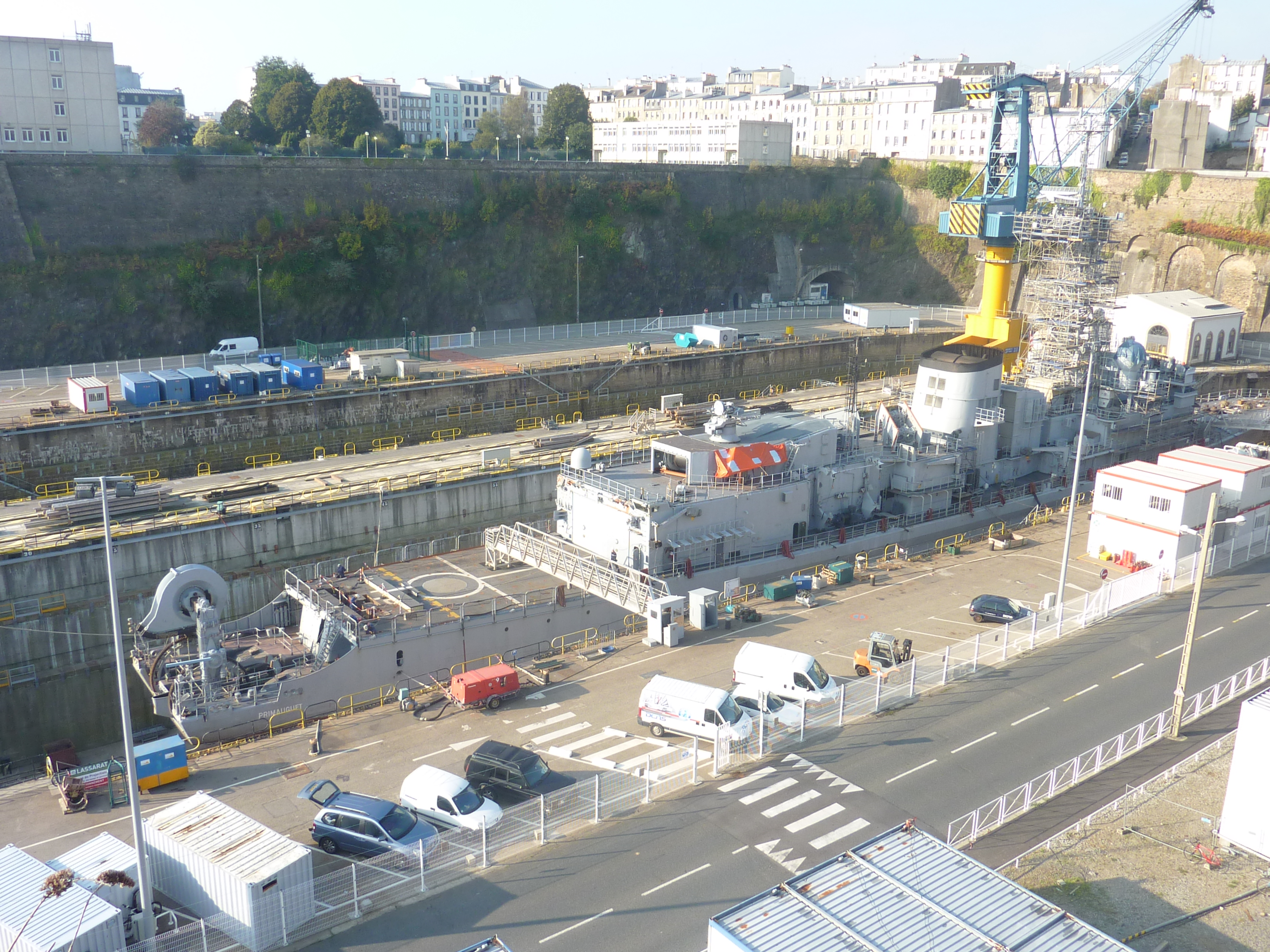
Les formes (cales de radoub) de Pontaniou en 2011 (la frégate Primauguet est dans l'une)
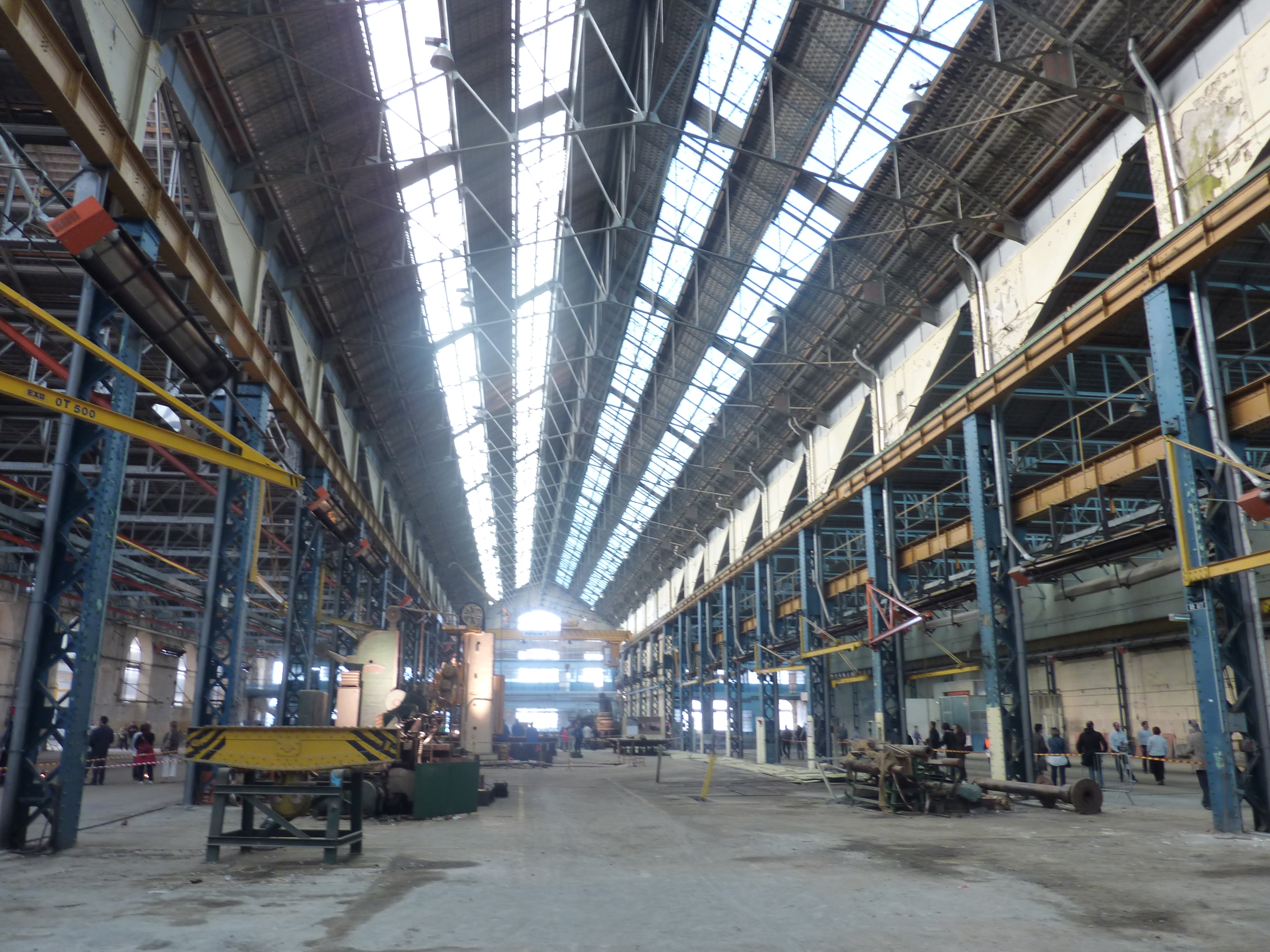
Vue intérieure des ateliers désaffectés des Capucins (en 2011)
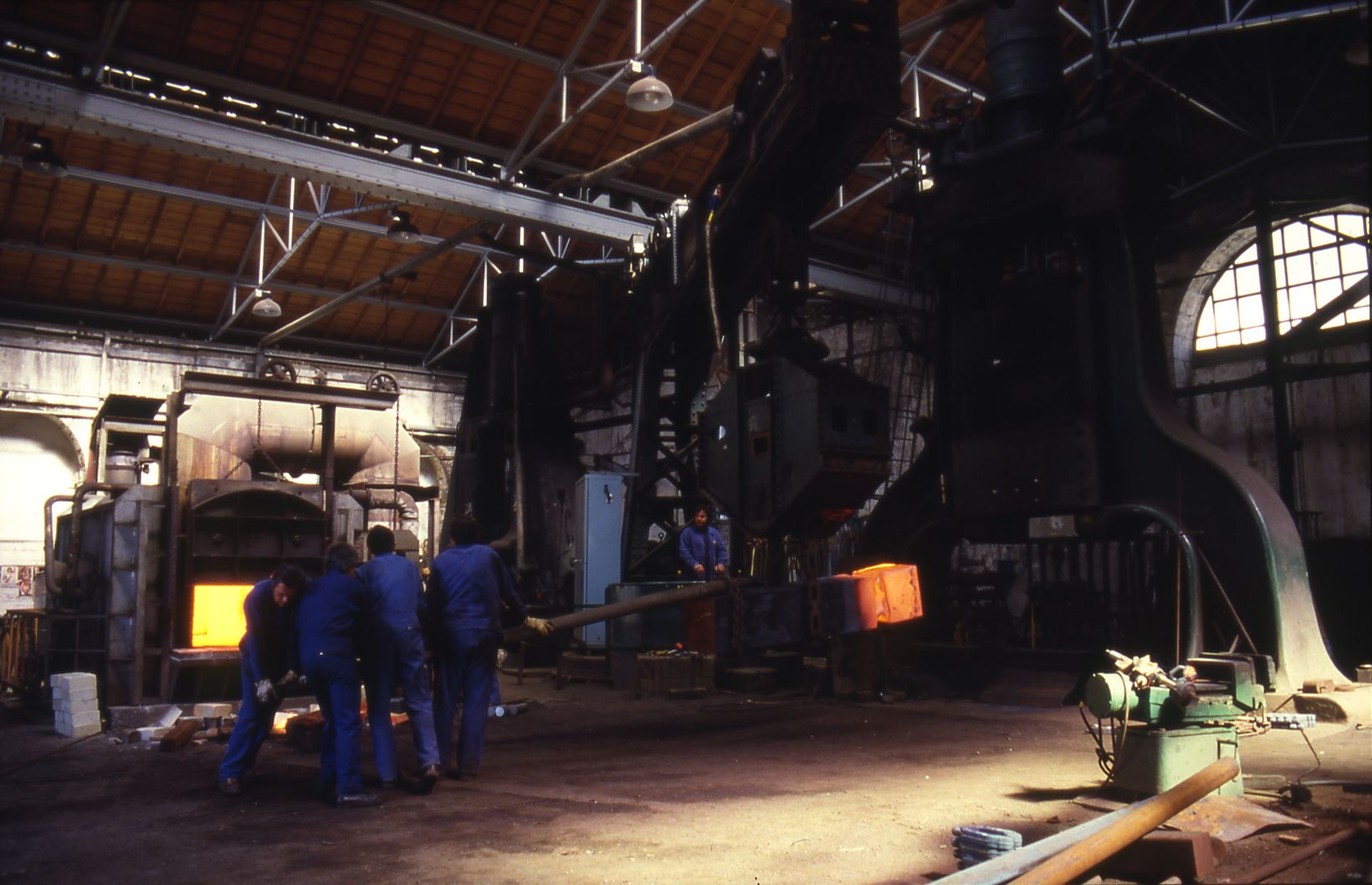
Le marteau-pilon des forges de Pontaniou, mis en service en 1867 (photo de 1986)

### Recouvrance auXXesiècle

#### La Belle Époque

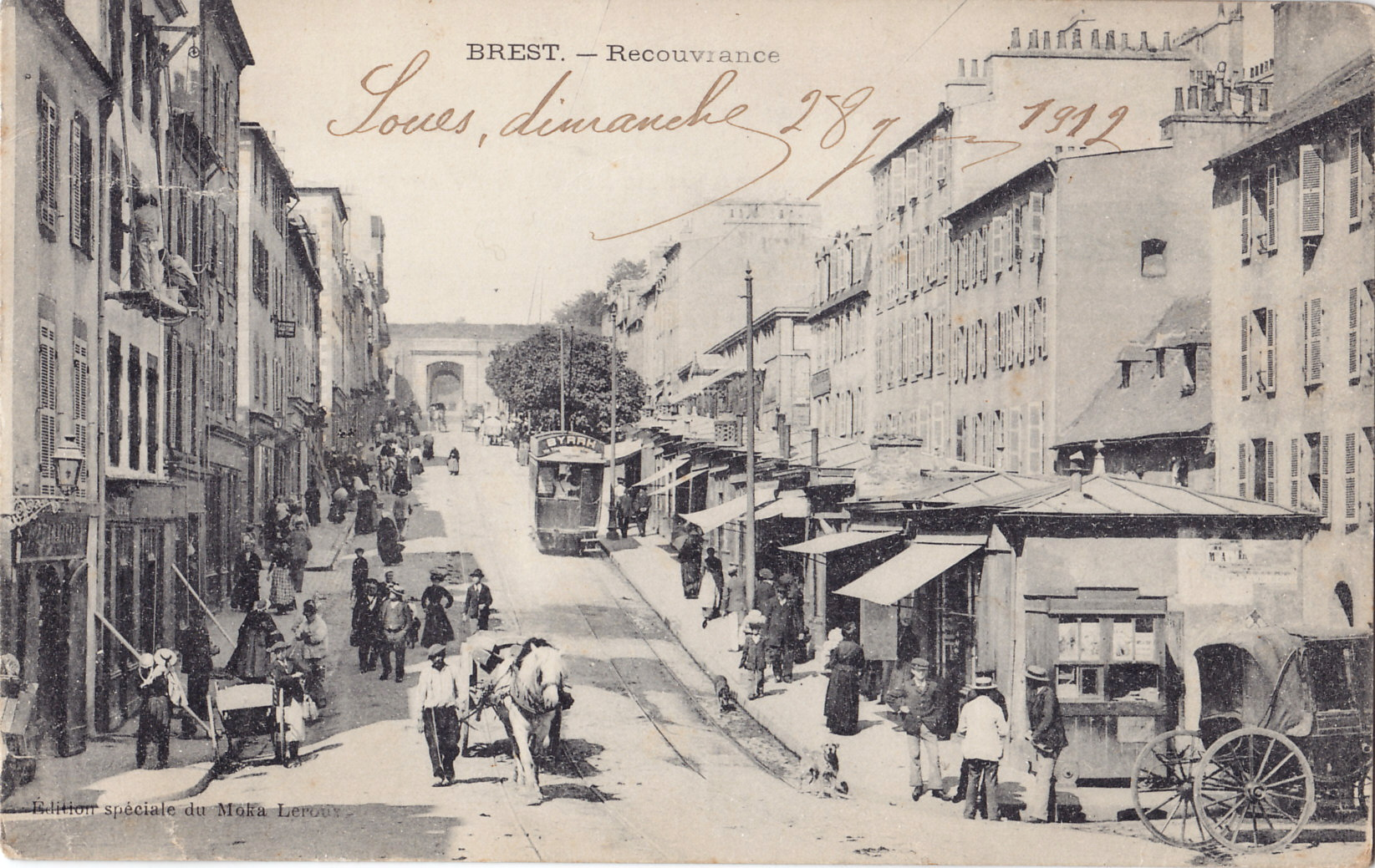
Une rame de l'ancien tramway de Brest circule dans Recouvrance dans les années 1900

Au début du XXe siècle étaient organisées chaque année les Fêtes de Recouvrance. Le journal L'Ouest-Éclair du 16 avril 1906 écrit : « La foule était très dense sur le parcours de la cavalcade enfantine, applaudissant au passage des divers chars, voitures fleuries et groupes d'enfants. Le concert donné par la musique de la flotte a été très goûté du public massé sur la place du Champ de bataille de Recouvrance. Le soir, la retraite aux flambeaux a obtenu le succès que rencontrent toujours ces manifestations populaires ». La place du Champ de bataille (actuelle place Ronarc'h) était le lieu festif de Recouvrance, les bals publics y étaient organisés, par exemple celui en l'honneur de l'arrivée du président Wilson en décembre 1918.

« Sur la place du Champ de Bataille, qui s'appela aussi place Dixmude entre les deux guerres mondiales, les fêtes de Recouvrance battaient leur plein au rythme du sport : boxeurs, haltérophiles ou leveurs de fonte rivalisaient d'énergie et de virilité. Seul véritable héros de la fête, le Yannick faisait son entrée en fin d'après-midi lors du grand défilé costumé. Il incarnait la communauté de Recouvrance à travers ses divers personnages : matelot, ouvrier du port, paysan breton. »

Le 6 juin 1905, les freins d'un tramway électrique ayant cessé de fonctionner alors qu'il descendait la côte venant de Saint-Pierre-Quilbignon, le tramway partit comme une flèche et, parvenu à Recouvrance, sortit des rails, monta sur le trottoir, cassant un gros arbre et allant se jeter contre un mur qu'il défonça. L'accident fit 12 blessés.

#### Recouvrance pendant l'entre-deux-guerres
Des dessins de Victor Corfa illustrant Recouvrance vers 1925 peuvent être consultés.
André Chevrillon fait en 1924 cette sévère description de Recouvrance :

« Montez la grande rue de Recouvrance, encore entre des bars, des estaminets, car là, comme à Saint-Marc, comme dans la noire Kérinou, deux maisons sur trois présentent un débit ; quelles maisons, quels débits, où jamais personne n'a fait l'effort d'orner, laver, entretenir, dont toute la matière, irrémédiablement flétrie par les crachons et les fumées de cent hivers, s'est imprégnée, pénétrée de moisissures et de vieux relents humains ! Là s'étiole un peuple (souvent une famille par chambre, par taudis). […] Pour langue, un français qui rappelle trop souvent que Brest eut son bagne, mais l'accent breton, [l'accent de Recouvrance] scande fortement cet argot. »

En 1926, Pierre Mac Orlan écrit une description analogue, quoique moins sévère :
Erwan Marec écrit en 1923 que « dans la légendaire rue du Moulin (l'actuelle rue Quartier-Maître Boudon), chaque “pays” de Bretagne a comme ambassade un “débit de boisson” (“Ici on retaille les effets des marins”) avec une payse en coiffe en guise d'ambassadrice ».

#### La Seconde Guerre mondiale
Le quartier de Recouvrance a été moins détruit que le centre-ville de Brest pendant la seconde guerre mondiale. Il a été cependant très modifié lors de la reconstruction. 

« Recouvrance s'élève au son du clairon et s'endort de même. […] À Pontaniou, prison de la marine, le mystère se cache derrière de hauts murs. […] Là, des hommes punis, débarqués à terre, dorment sur un bat-flanc […]. Dominé par la Cayenne, caserne des fusiliers marins, […] se dresse le bourg de Recouvrance, tout en montées et en descentes, protégé par ses fortifications verdoyantes où paissent d'aimables brebis. […] Pour suivre les remparts et les jolis horizons d'arbres qu'ils découvrent, il ne faut pas suivre les rails du tramway de Saint-Pierre-Quilbignon. À droite et à gauche s'ouvrent des rues de bon accueil, toutes anciennes et pauvrettes […]. À gauche, c'est la rue de la Fontaine, avec son paysage de toits d'une fantaisie charmante. À droite, en montant vers le dépôt des Équipages de la Flotte, ce sont des rues aux maisons ravalées dont toutes ouvrent sur la chaussée une porte de cabaret. […] Tous ces cabarets se succèdent en bon ordre et marquent de stations agréables le chemin du pauvre matelot qui rentre à la Cayenne. […] C'est le Bar des Paimpolais, le Café des Côtes-du-Nord, le Bar des Pont-L'Abbistes ; À la descente des Bretons voisine avec l’Île d'Ouessant. Ces petits cafés sont en général fréquentés par des matelots du pays dont ils affichent le nom. […] Un pont un peu trop haut, à mon avis, relie Brest à Recouvrance. […] La querelle des gamins de Recouvrance et de Brest semble aujourd'hui apaisée. On ne « se bagarre » plus sur le pont tournant dès que les deux moitiés se sont rejointes. Mais, tout de même, un homme de Recouvrance n'est pas un homme de Brest. »

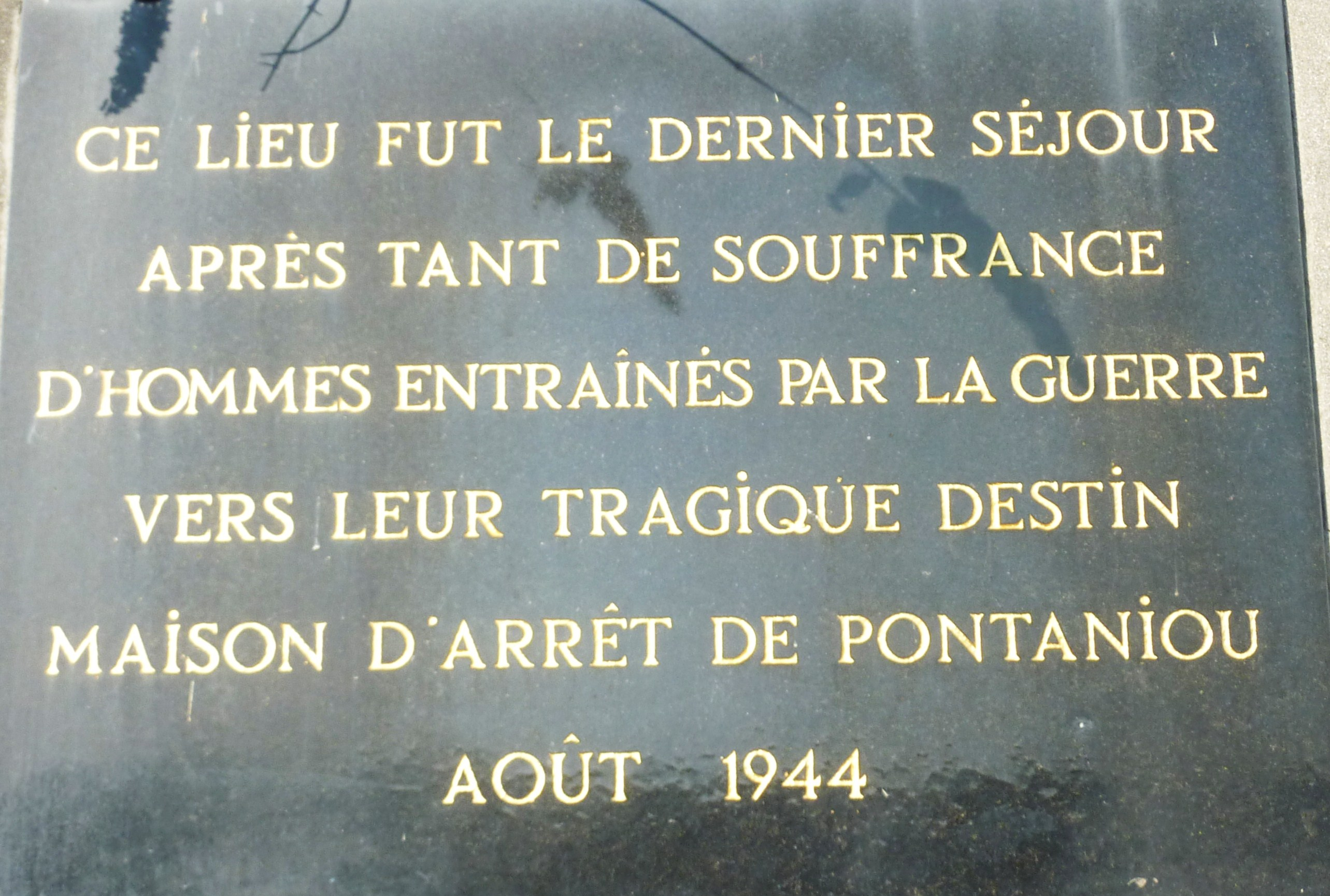
Plaque commémorative à la mémoire des résistants emprisonnés à Pontaniou pendant la Seconde Guerre mondiale
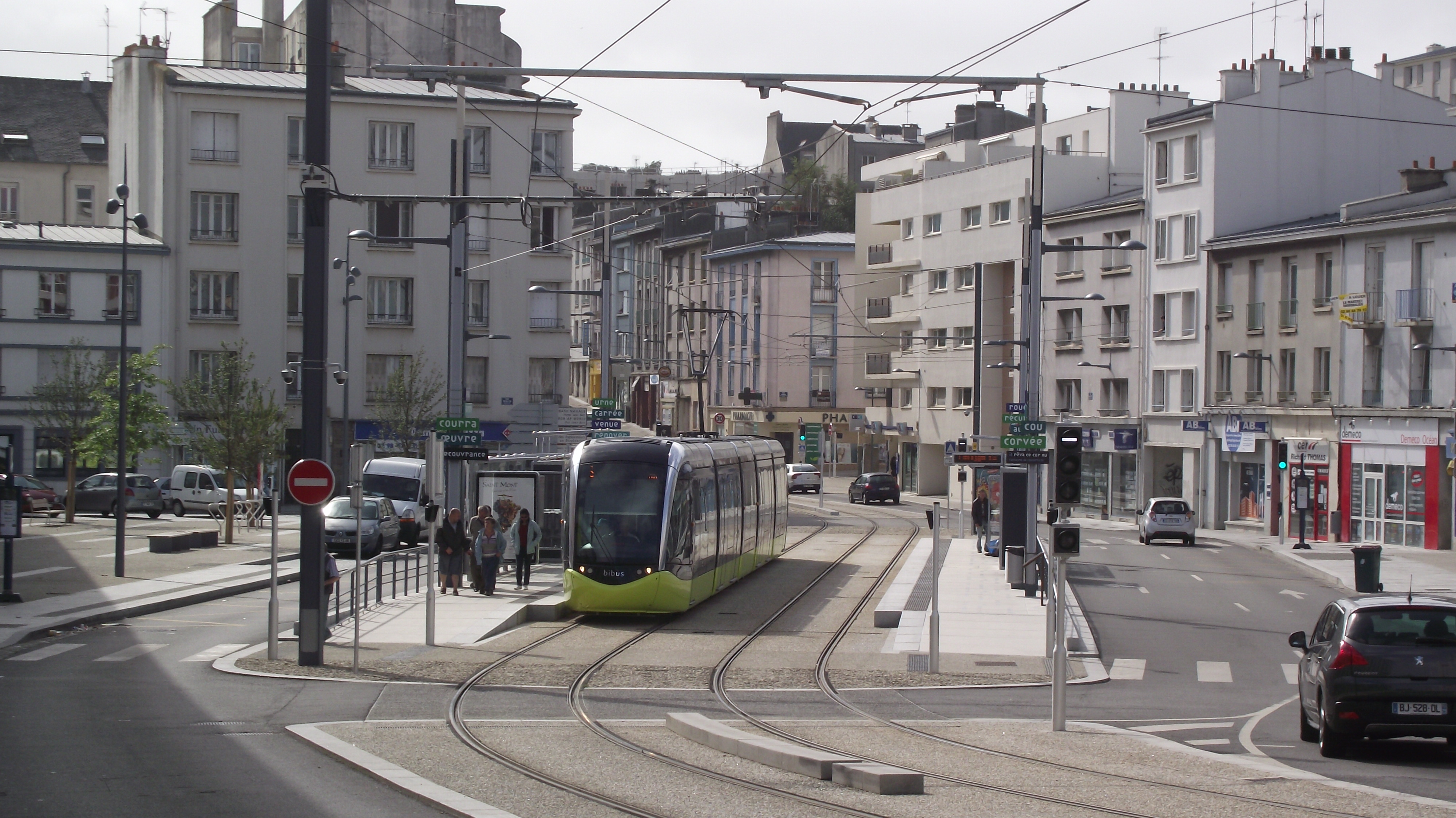
La rue de la Porte de nos jours, avec le tram de Brest

## Recouvrance et les chants de marins

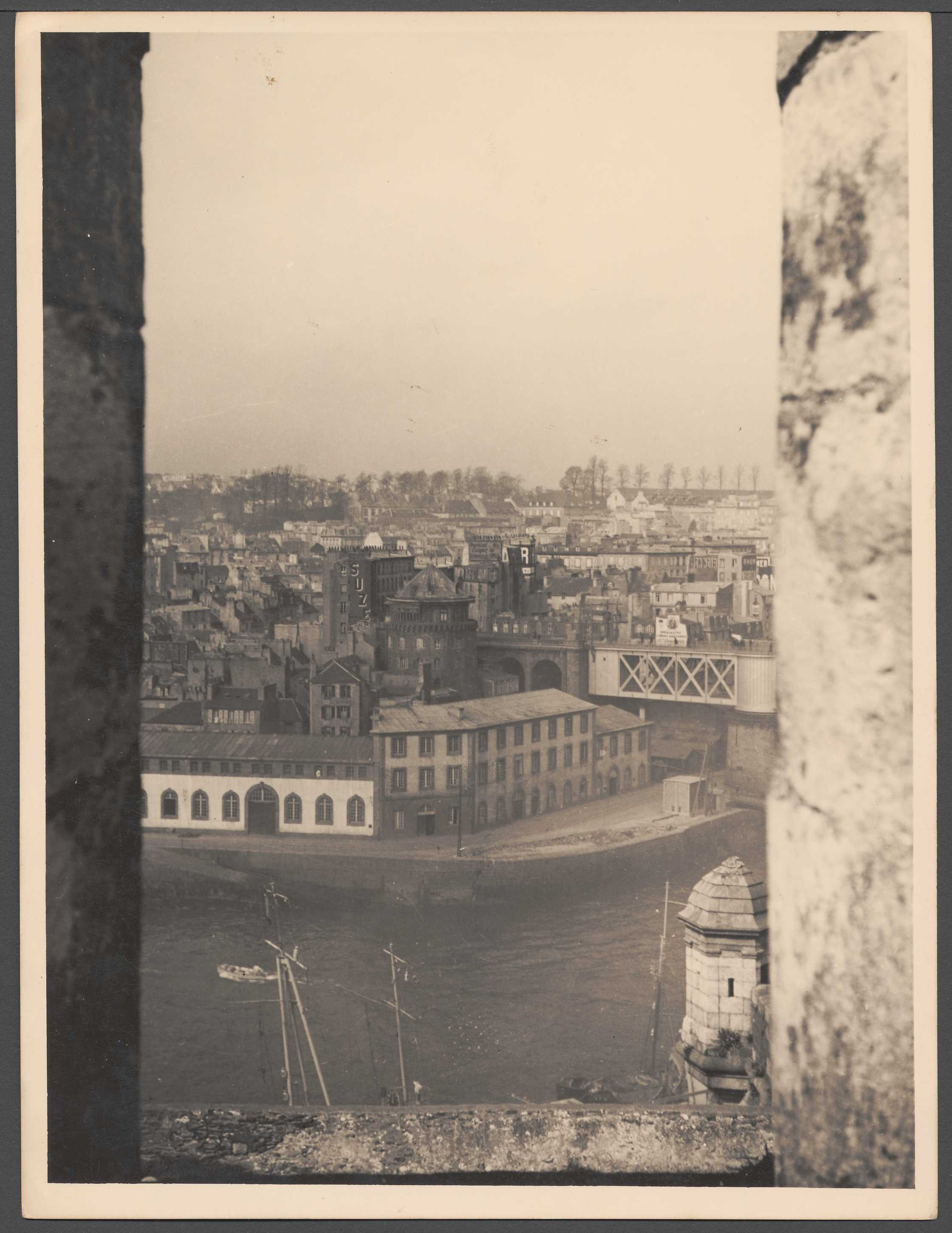
Vue générale de Recouvrance prise depuis le château en 1930. La Penfeld n'est plus ouverte aux civils depuis la clôture de l'arsenal à la fin du XIXe siècle. Au centre, la tour Tanguy et sur la droite, le Grand Pont.

Le Recouvrance d'avant-guerre est source d'inspiration de chants de marins, notamment la fameuse Complainte de Jean Quéméneur d’Henri Ansquer. Cette chanson, dont le nom originel est bien À Recouvrance, raconte l'histoire d’un pauvre Brestois qui n'eut pas de chance, qui vivait autour du port et de ses bistrots, et qui n'avait jamais navigué. Cette chanson est surtout l'occasion d'une promenade dans Recouvrance où les marins de la caserne du 2e dépôt venaient dépenser leur maigre solde dans les caboulots de la rue de Siam.
On peut aussi citer la très belle chanson Fanny de Laninon de Pierre Mac Orlan décrivant la nostalgie de ce vieux Recouvrance que la guerre a détruit, dont le texte de la chanson illustré et commenté avec de cartes postales d'époque est disponible sur internet.

## La rivalité entre soldats et marins
Bien qu'étant un quartier de marins, Recouvrance hébergeait aussi des soldats jusqu'à la Seconde Guerre mondiale. Cette rivalité se retrouvait à la salle le Petit Jardin (voir la section L'entre-deux-guerres de Saint-Pierre-Quilbignon), aux portes de Recouvrance, dans le quartier des Quatre-Moulins, à Saint-Pierre-Quilbignon. À l’époque, pour une fille du quartier, il était plus chic de danser avec des marins qu’avec des soldats ou même des civils.

## Patrimoine et lieux

### Tour Tanguy
48° 23′ 00,36″ N, 4° 29′ 50,46″ O

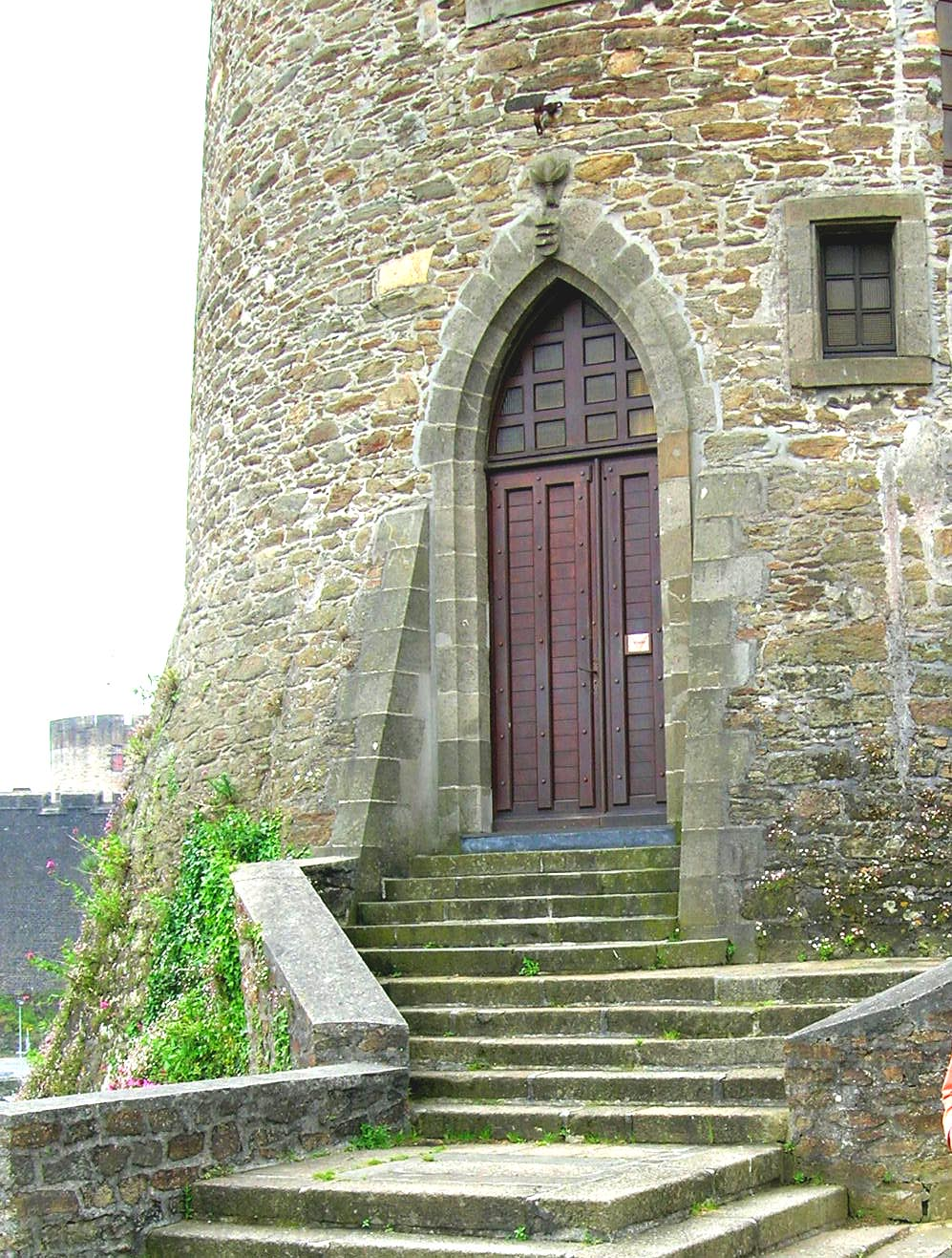
L'entrée de la tour

Tour du XIVe siècle faisant face au château, protégeant la Penfeld par la rive gauche. Il s'agit, avec le château, de la plus vieille construction de Brest. Constamment remaniée à travers les siècles, le dernier remaniement date des années 1970 avec l'ajout d'une poivrière néo-gothique.
La tour abrite un musée sur l'histoire de Brest, présentant la ville d'avant-guerre.

### Le jardin des Explorateurs
48° 22′ 54″ N, 4° 29′ 58,93″ O

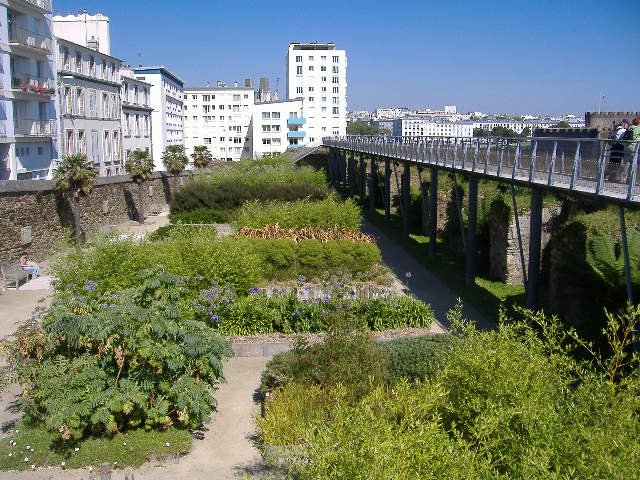
Le jardin des Explorateurs

La batterie du Cavalier dite batterie inutile, car son principal objectif est le château de Brest, fut dessinée au XVIIIe siècle par l'ingénieur Filley de la Côte.
Installé dans son cœur, le jardin des Explorateurs abrite des espèces botaniques rapportées des quatre coins du monde par des explorateurs et des botanistes partis de Brest. Une passerelle en belvédère offre une vue imprenable sur l'embouchure de la Penfeld et sur la rade de Brest.

### Bâtiment des subsistances
48° 22′ 52,71″ N, 4° 29′ 57,81″ O

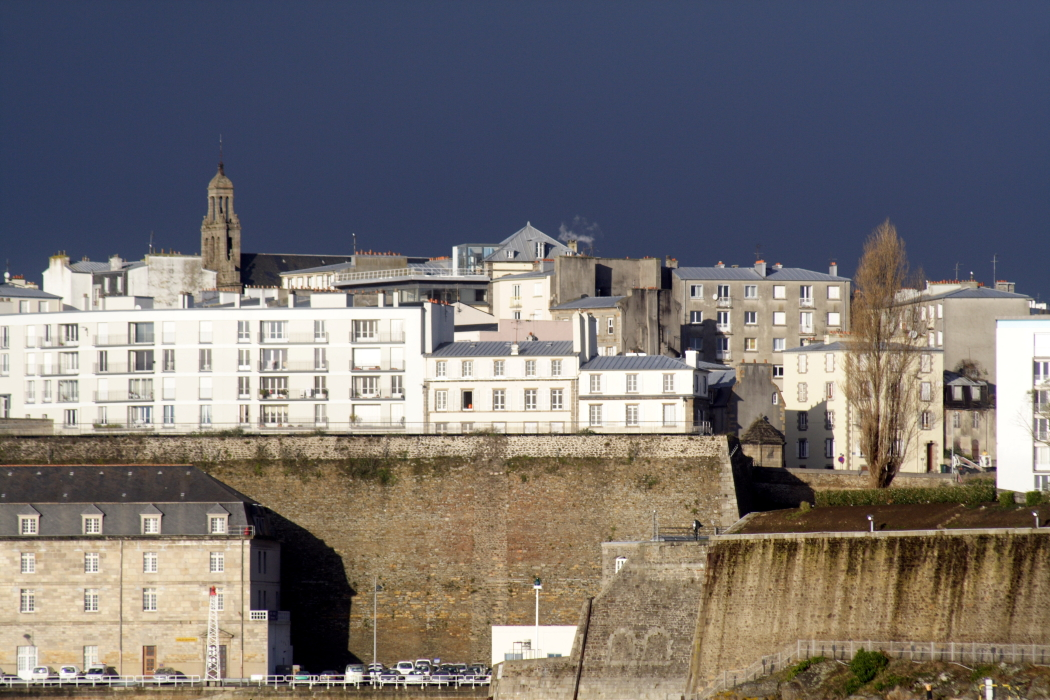
Le bâtiment des subsistances dans l'arsenal (en bas à gauche) adossé à la batterie du Cavalier (abritant le jardin des Explorateurs); on aperçoit aussi le clocher de l'église Saint-Sauveur.

Connu aussi sous le nom de bâtiment des commissaires, il est situé sous Le jardin des Explorateurs dans l'arsenal. Le bâtiment des subsistances est un vestige de la boulangerie des Onze Fours, ancien magasin aux vins réhabilité par Choquet de Lindu en 1768. C'est le seul exemple d'architecture militaire de l'ex-intra muros brestois.
L'horloge de la blanchisserie de la Marine, rue de l'Anse Saupin, datant de 1770, est désormais installée dans la salle des fours du bâtiment. Elle vient d’être rénovée par un artisan horloger brestois. Elle est composée de trois rouages, situés les uns derrière les autres, ce qui ne se faisait déjà plus à l'époque où elle a été réalisée,.

### Maison de la Fontaine
48° 22′ 55,5″ N, 4° 29′ 58,93″ O

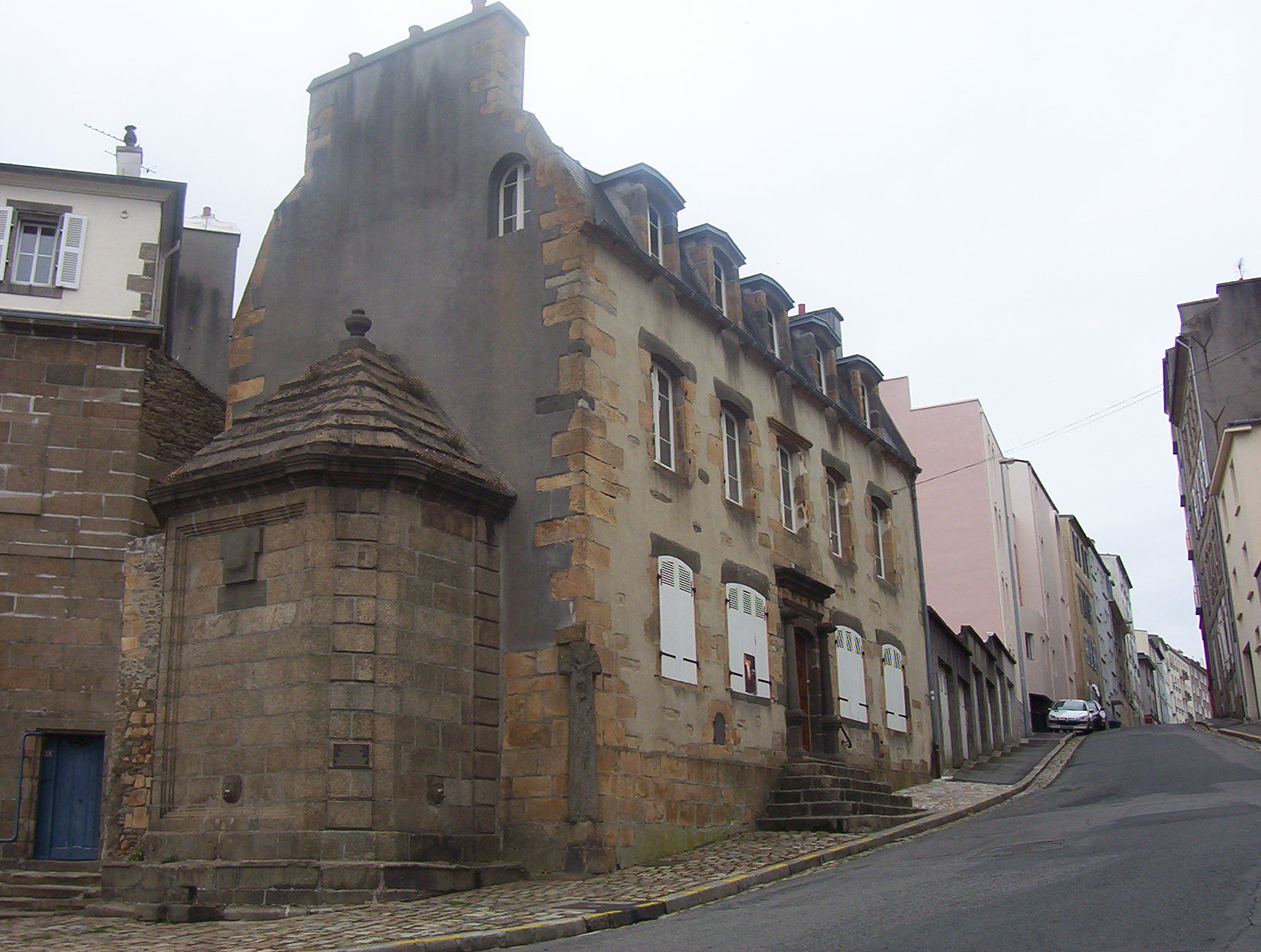
Maison de la Fontaine, l’une des maisons brestoises les plus anciennes ; sur la gauche, on aperçoit une partie de la maison du 16 rue de l’Église.

La maison de la Fontaine est l’une des plus anciennes de Brest, datant de la fin du XVIIe siècle ou début du XVIIIe siècle. Elle fut bâtie en pierres de Logonna et de Kersanton pour, semble-t-il, l’aumônier du cimetière des Noyés, elle appartenait à l’hôpital de Recouvrance. Puis elle fut acquise par Yves Collet en 1825, un des sculpteurs les plus renommés de l'arsenal.
La fontaine présente un écusson martelé qui est une citation latine rendant hommage au conseil municipal qui en accorda la construction. On peut aussi y trouver l'inscription suivante :

Si ta soif, Brestois, si ta soif est apaisée par cette onde grâce au maire Lunven, gardes-en souvenir dans ton cœur reconnaissant. (Lunven, sieur de Kerbizodec, natif de Recouvrance, maire de Brest, fit construire cette fontaine en 1761, remise en eau en 1992, Pierre Maille étant maire.)
À noter que la croix située sur le pignon, provient du cimetière des Noyés qui se trouvait à cette place jusqu’au XVIIe siècle.

### 16 rue de l’Église
48° 22′ 55,05″ N, 4° 29′ 57,5″ O
Demeure aisée de Recouvrance datant du XVIIIe au XIXe siècle et jouxtant la maison de la Fontaine et celle du 1 rue de la Pointe, il s'agit d'une ancienne résidence de sénéchal. En 1895, le propriétaire d'alors, le sénateur Le Guen, suréleva l'édifice.

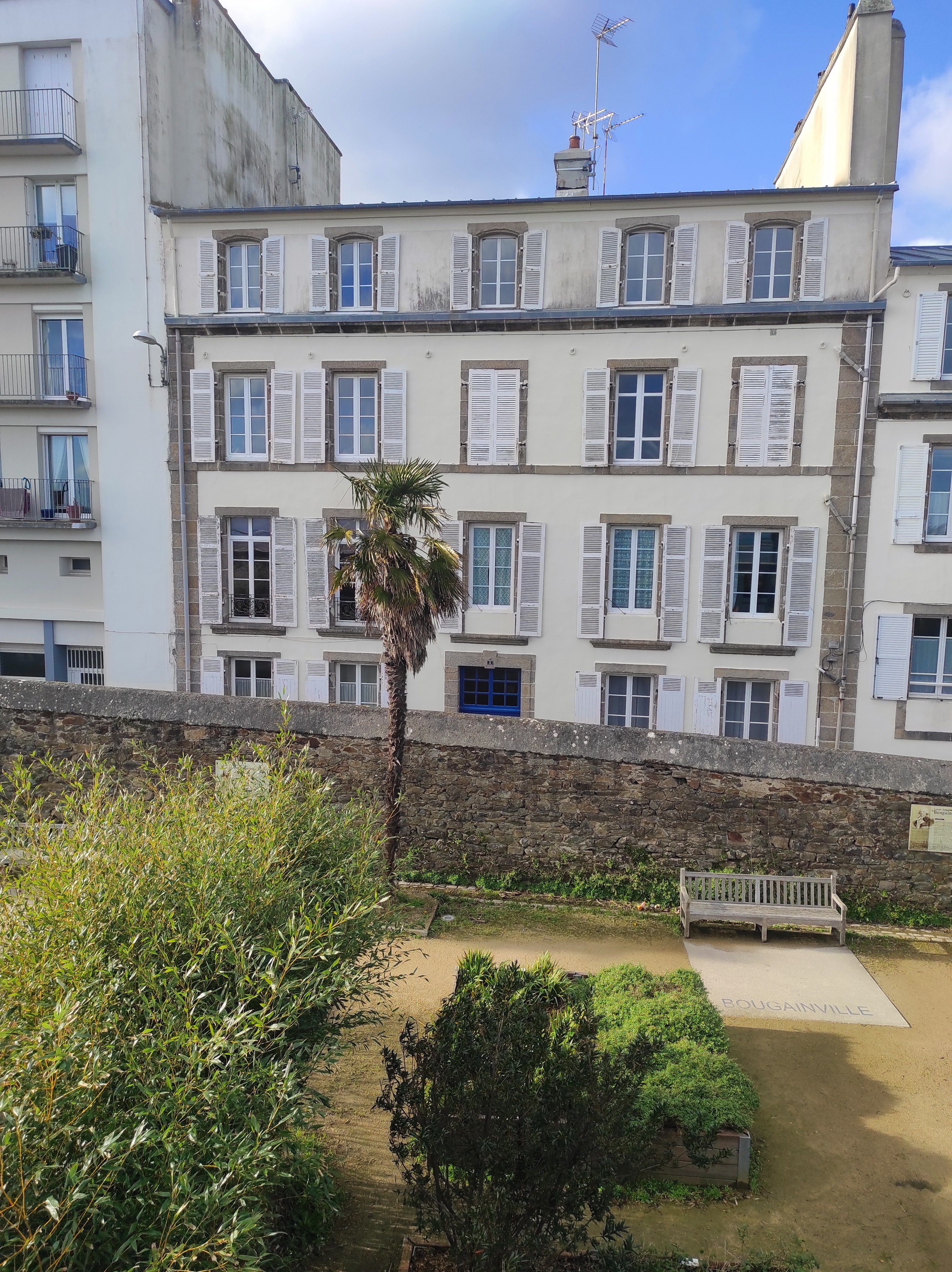
1 rue de la pointe à Brest.

### 1 rue de la Pointe
Bâtisse du XVIIIe siècle qui se trouvait être l'ancien siège de la justice seigneuriale. Ordonnance classique, la maison jouxte celle du 16 rue de l’Église.

### L'église Saint-Sauveur de Recouvrance
48° 22′ 57,06″ N, 4° 30′ 04,42″ O

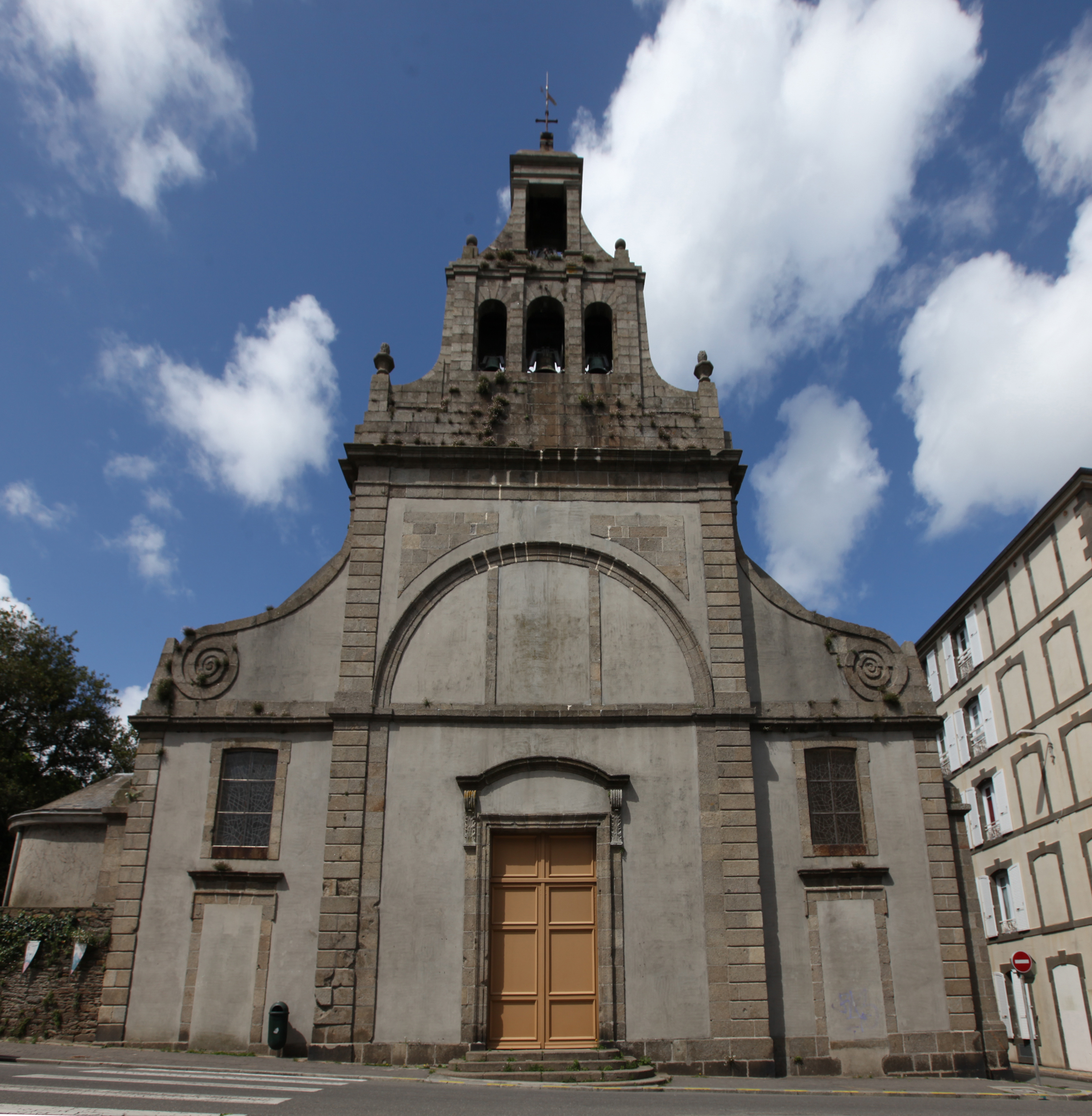
L'église Saint-Sauveur

L'église Saint-Sauveur est un édifice de style jésuite érigé dans le quartier de Recouvrance entre 1740 et 1749.

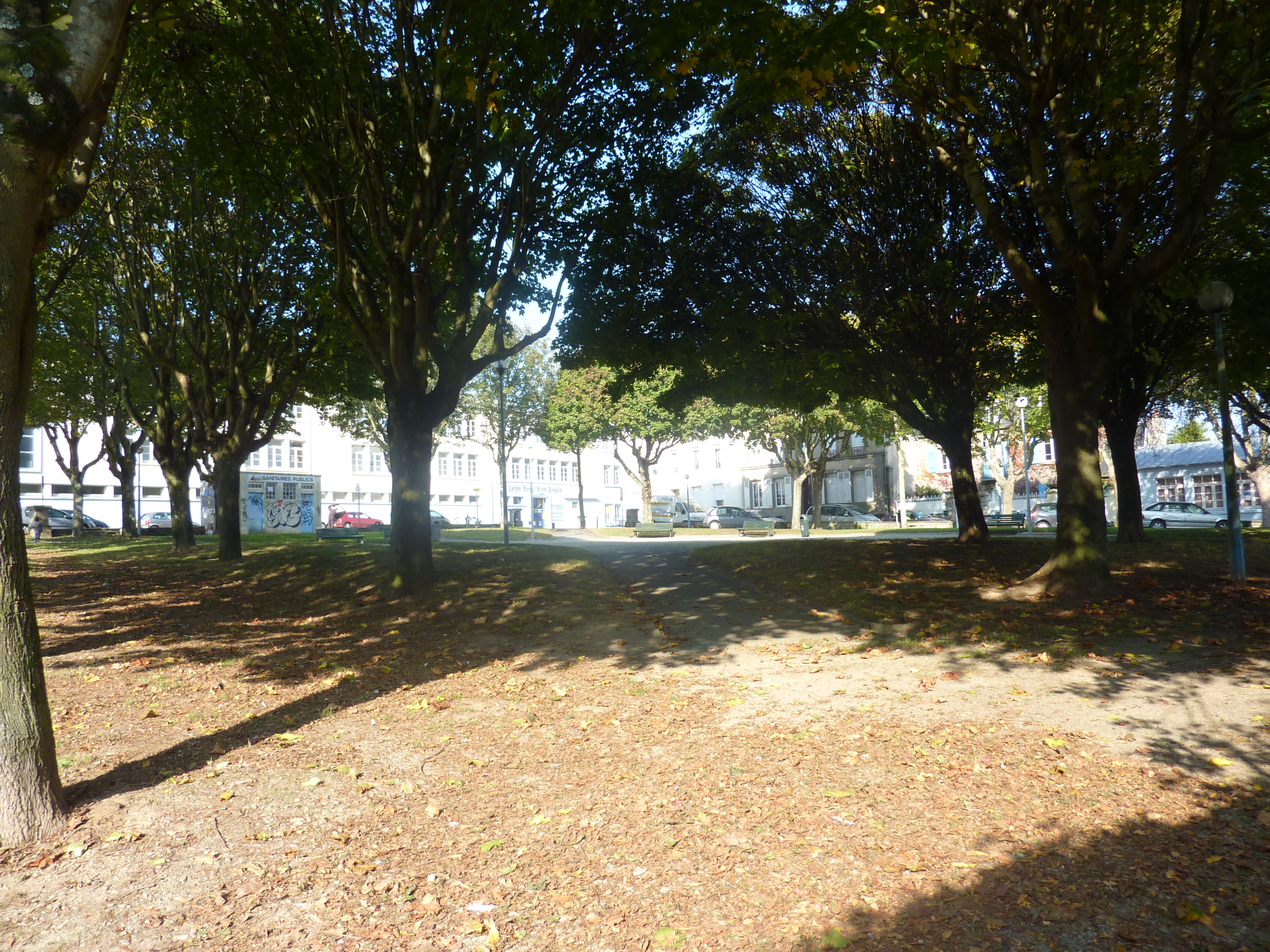
La place Ronarc'h, ancienne place du Champ de bataille (alors non plantée d'arbres)

### Place Amiral-Ronarc'h
48° 22′ 57″ N, 4° 30′ 05,96″ O
Ancienne place du Champ de Bataille, ou encore appelée place Dixmude, la place Amiral-Ronarc'h fut d'abord un cimetière. Les fêtes de Recouvrance battaient leur plein au rythme du sport : boxeurs, haltérophiles, leveurs de fonte rivalisaient d'énergie et de virilité. Seul véritable concurrent, héros de la fête, le Yannick faisait son entrée en fin d'après-midi lors du grand défilé costumé. Monumental personnage, tout de carton et de couleurs, il incarnait la communauté de Recouvrance à travers ses divers personnages : vétéran, ouvrier du port ou paysan breton…
Cette place fut rebaptisée du nom de Ronarc'h en honneur de l'amiral qui commanda la brigade de fusiliers marins à la bataille de l'Yser repliée à Dixmude en 1914.

### Rue Saint-Malo
48° 23′ 20,34″ N, 4° 30′ 02,49″ O

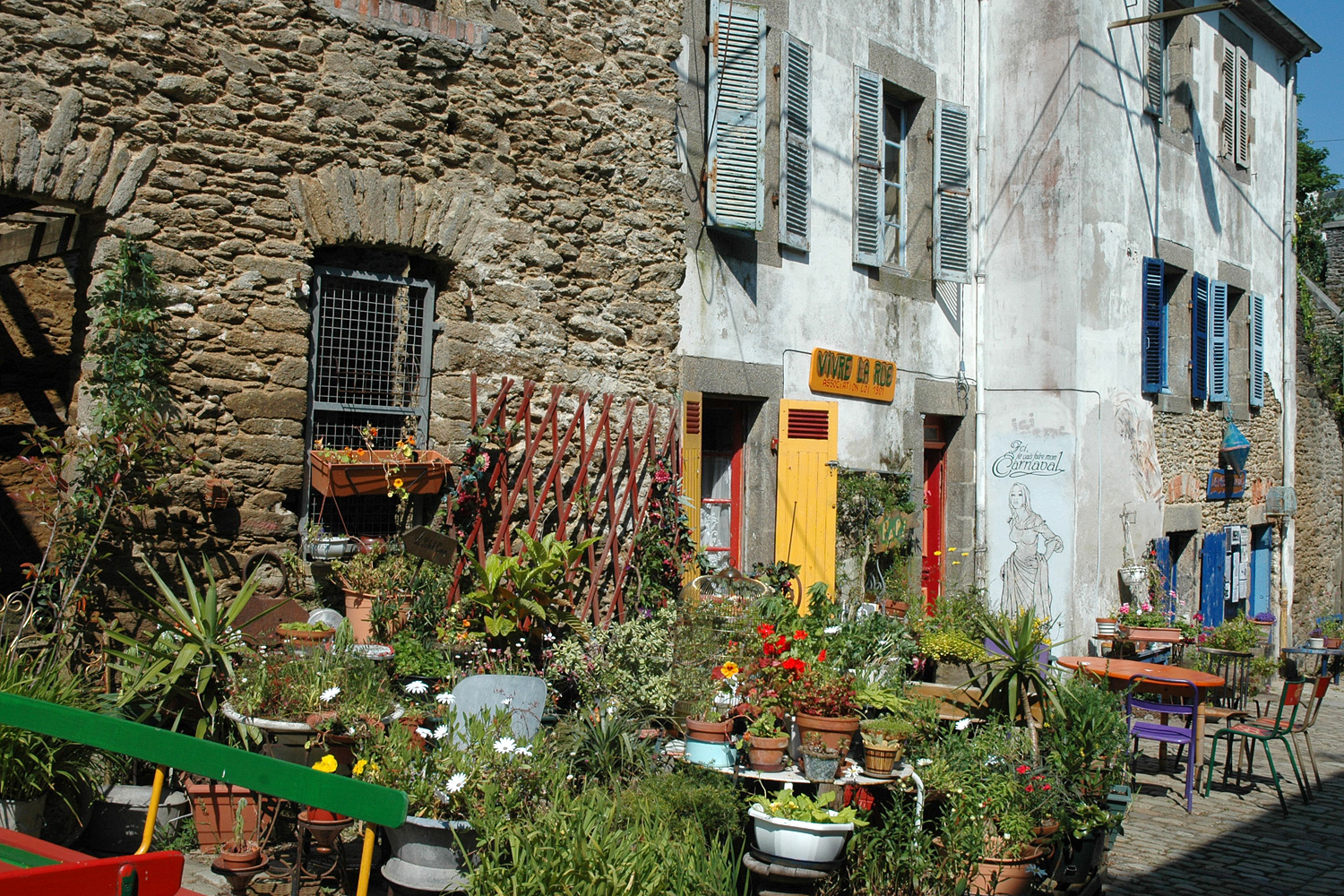
La rue Saint-Malo : les plus vieux pavés brestois.

Une des plus vieilles rues du vieux Brest, encaissée dans le vallon du Carpon, son accès à la Penfeld est fermé par le bâtiment aux Lions. Authentique habitat populaire du XVIIIe siècle, elle constitue une promenade pittoresque.
La partie ancienne de la rue doit sa sauvegarde récente à l'association Vivre la Rue qui, depuis 1989, l'a rénovée et la fait vivre en organisant des concerts publics et des spectacles de rue. Sans quoi, la rue, dont la démolition était programmée, n'existerait plus.

### La prison de Pontaniou
48° 23′ 17,87″ N, 4° 30′ 01,09″ O

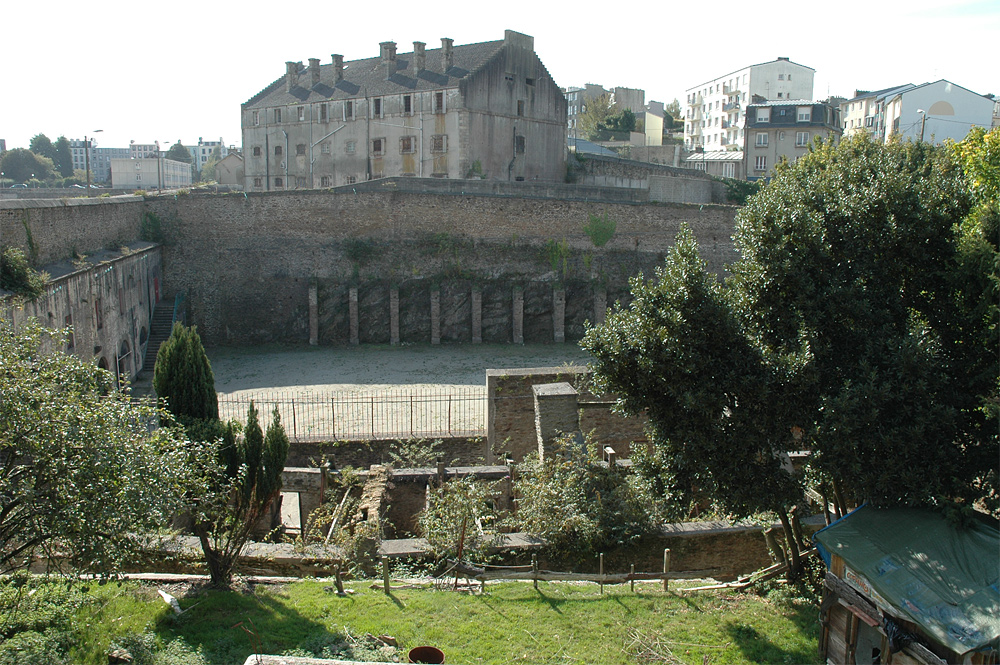
la Madeleine ou prison de Pontaniou en arrière-plan avec la rue Saint-Malo au premier plan fermée par le bâtiment aux Lions.

La Madeleine ou prison de Pontaniou, construite au début du XIXe siècle. Elle ne sera désaffectée qu’en février 1990.

### Maison du maître-serrurier Charles Bruslé
48° 23′ 16,5″ N, 4° 30′ 04,42″ O
Cette maison a été construite par le maître-serrurier Charles Bruslé (1703-1767) ; elle est caractéristique par ses hauts murs, son portail monumental et un escalier massif. Le blason en kersantite au-dessus de la porte d’entrée représente un compas, une équerre et une clé, avec la date de construction de l'édifice 1759. Dans la cour, on peut trouver un puits couvert en moellons.

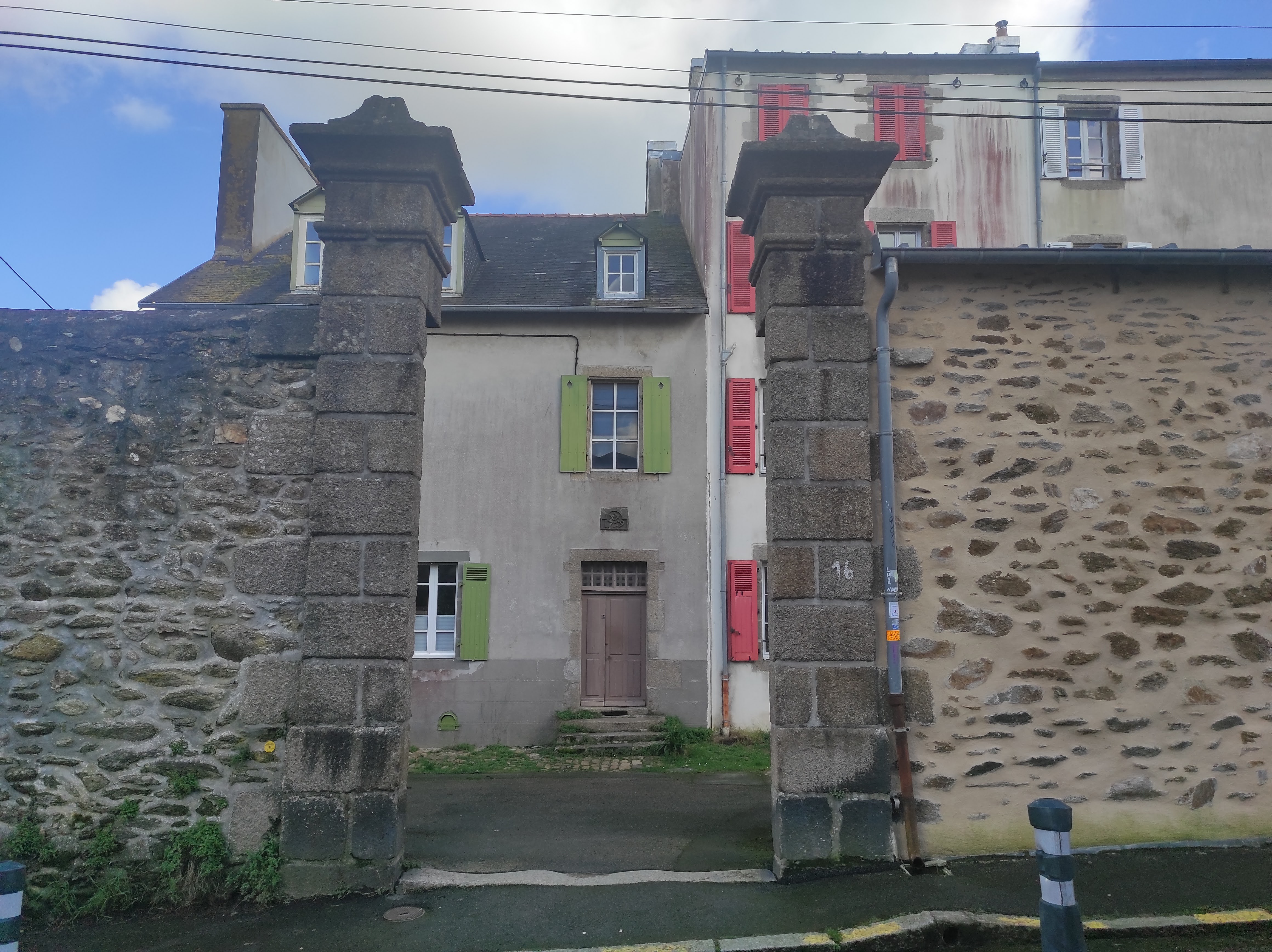
Maison Charles Bruslé depuis le portail.
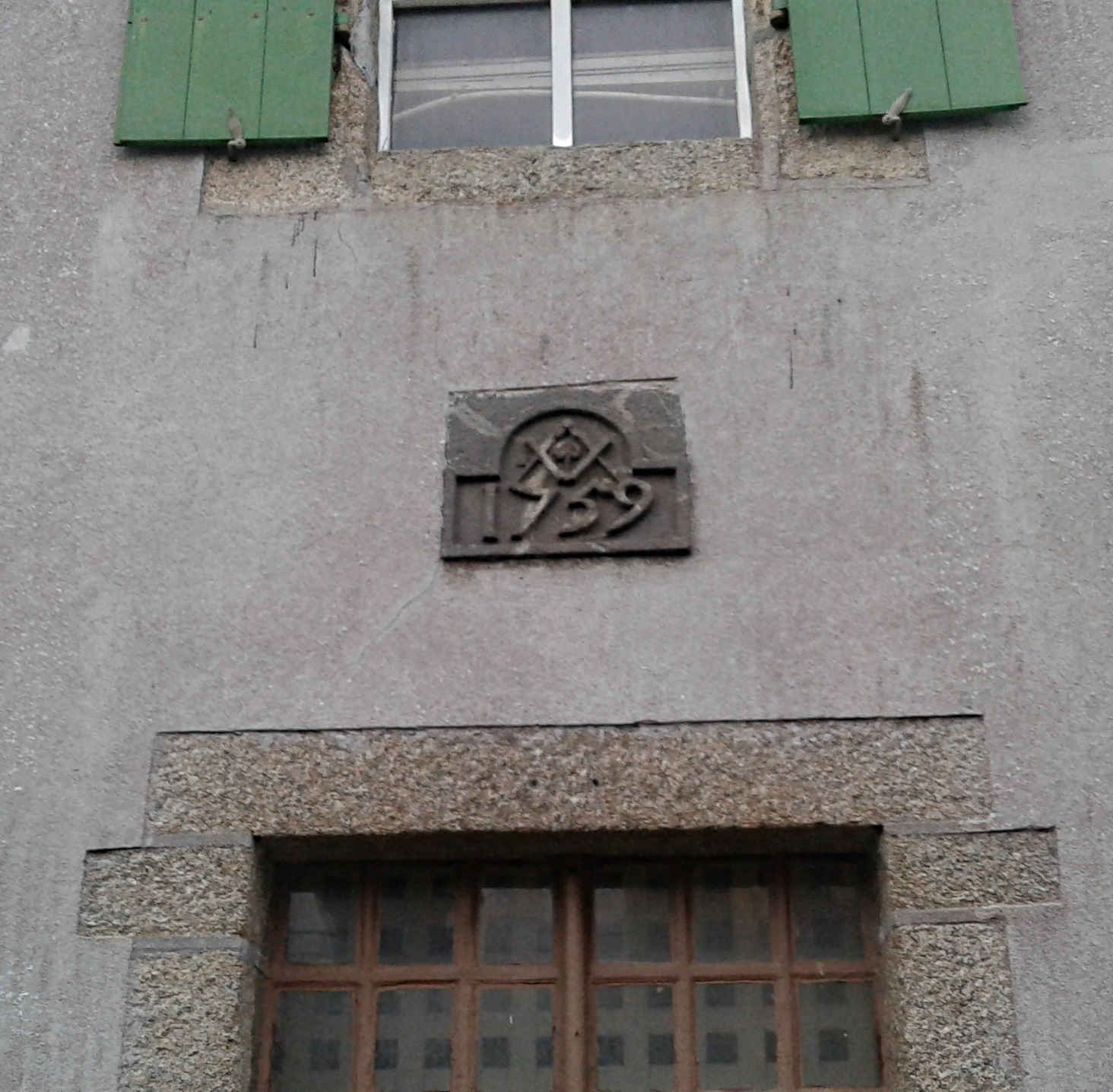
Linteau de 1759, maison du maître-serrurier Charles Bruslé

### Le bâtiment aux Lions
48° 23′ 19,05″ N, 4° 29′ 59,08″ O

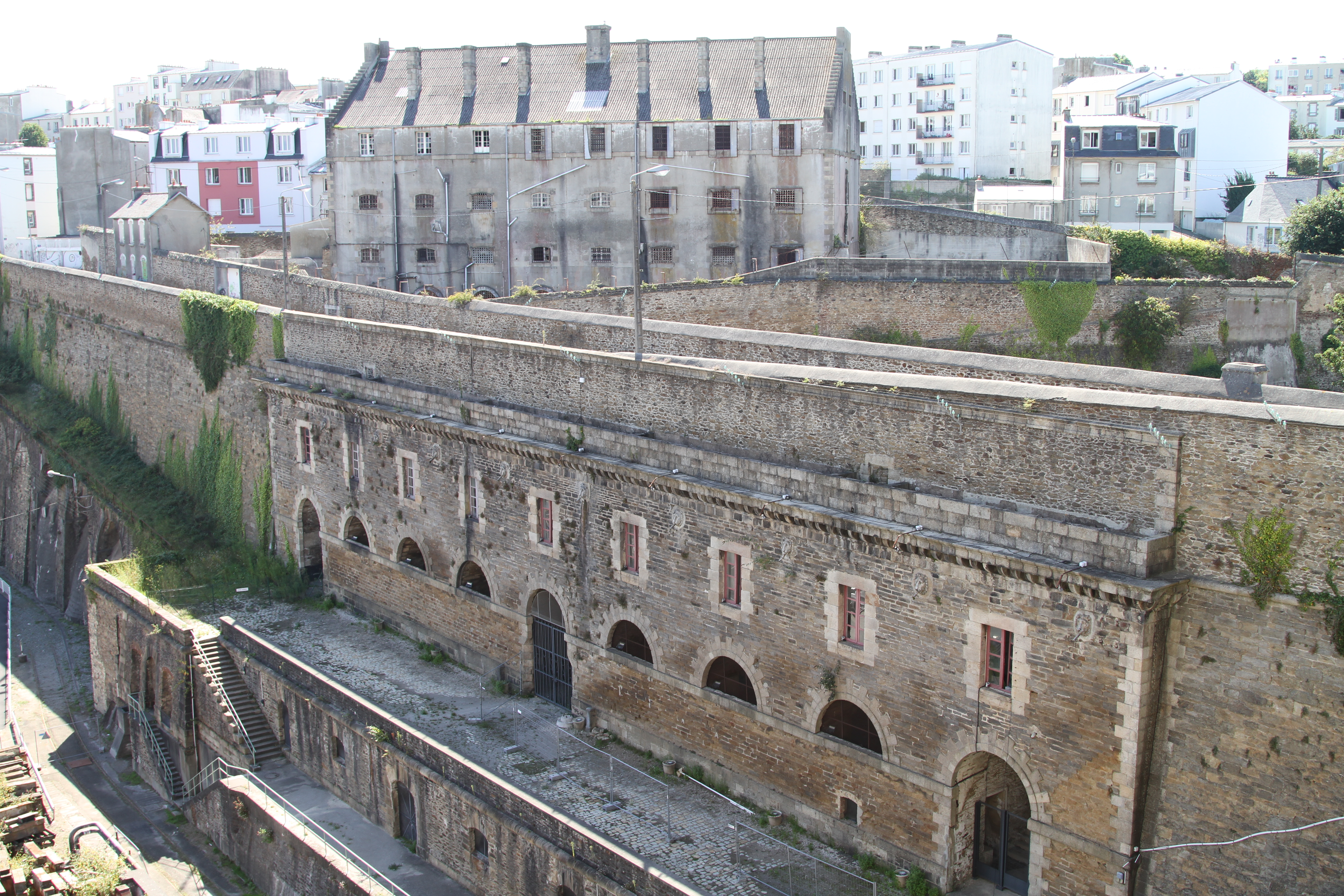
Le bâtiment aux Lions et la prison de Pontaniou.

Bâtiment fermant le vallon de Pontaniou et avec lui, la rue Saint-Malo. Il tient son nom des dix têtes de lion qui font office de gargouilles, côté arsenal. Sa construction date du début du XIXe siècle.

### Les ateliers du plateau des Capucins
48° 23′ 22″ N, 4° 29′ 52,78″ O

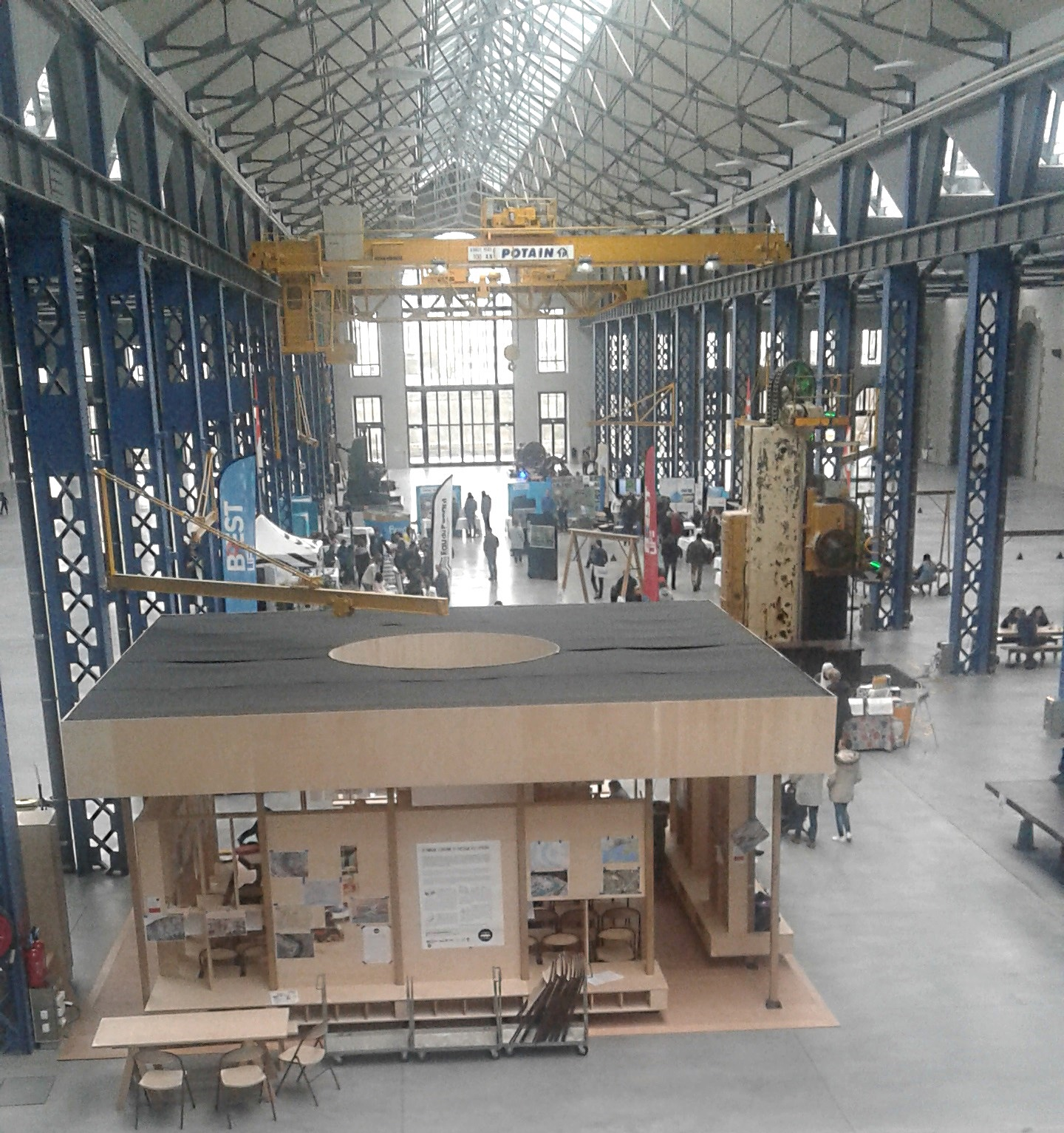
Le hall d'exposition des ateliers du Plateau des Capucins en 2017

Le site abrita successivement le couvent de l'Ordre des Capucins, un hôpital, une caserne et au XIXe siècle, de grands ateliers industriels.
Rétrocédé à la collectivité en 2010, les bâtiments des ateliers du Plateau des Capucins ont été conservés et réaménagés pour accueillir notamment un pôle culturel et le reste du site du plateau des Capucins abrite le nouveau quartier des Capucins sur 15 hectares.

## Personnalités liées à Recouvrance
- Jacques Béchennec, né à Brest-Recouvrance le 26 octobre 1726, prêtre en 1751, aumônier de la chapelle de la Marine à Brest entre 1765 et 1793, mort à Brest le 2 décembre 1804, membre du conseil général de la commune de Brest en 1790, fut un bibliophile connu[104].
- Le capitaine de vaisseau Adigard, qui commandait le cuirassé Iéna lors de son explosion le 12 mars 1907 dans le port de Toulon et qui fit partie des victimes, était né à Recouvrance, même si sa famille était d'origine normande[105].
- Joseph Yves Marie Thielemans, né le 1er juin 1868 à Guingamp est le dernier habitant de la tour Tanguy[106]. Une rue, proche de la tour, porte son nom.
- Gustave Hervé, né en janvier 1871 à Brest-Recouvrance, fut un journaliste d'extrême-gauche avant la Première Guerre mondiale avant de virer à l'extrême-droite à partir de celle-ci et de devenir un soutien du fascisme, du nazisme et du maréchal Pétain, du moins jusqu'en 1940. Il est décédé en octobre 1944[107].
- Pierre Péron est un illustrateur et peintre de la marine qui a vécu à Recouvrance et a représenté le quartier dans ses œuvres.

## Romans
- Pierre Loti : Mon frère Yves[108] (la totalité du roman se situe à Recouvrance) ;
- Guillaume Joseph Gabriel de La Landelle : Les Nouveaux Quarts de nuit, récits maritimes[109] (l'action se situe à Recouvrance) ;
- Léontine Drapier-Cadec : Recouvrance des souvenirs, Éditions de la Cité, 1966, (préfacé par Jean-Louis Bory et illustré par Jim E. Sévellec, évoque Recouvrance à l'heure allemande.

## Hommages
Recouvrance a donné son nom à la réplique d'une goélette du début du XIXe siècle, La Recouvrance.